# Straßenbahn Bochum/Gelsenkirchen
Die Straßenbahn Bochum/Gelsenkirchen verkehrt seit dem Jahr 1894 in Bochum und seit 1895 in Gelsenkirchen. Das Streckennetz reicht auch in die Nachbarstädte Hattingen, Herne und Witten. Betrieben wird sie von der Bochum-Gelsenkirchener Straßenbahnen AG (BOGESTRA), welche dem Verkehrsverbund Rhein-Ruhr (VRR) angehört.
Von Beginn an verkehrte die Straßenbahn elektrisch. Im Ersten und Zweiten Weltkrieg konnte der Verkehr nur beschränkt aufrechterhalten werden und wurde 1945 für gut einen Monat ganz eingestellt. Nach der erneuten Inbetriebnahme erreichte das Netz jedoch nicht mehr den Umfang der 1930er Jahre. Durch die neu eröffnete U-Stadtbahn sollte die Straßenbahn im Laufe der Jahre stillgelegt werden. Letztlich wurden jedoch nur zwei meterspurige Strecken durch je eine normalspurige Stadtbahn ersetzt, nämlich die 106 in Gelsenkirchen-Horst durch die U 11 sowie die 305 von Bochum-Querenburg nach Herne durch die U 35. Die anderen Tunnelbauten werden auf Dauer von den Straßenbahnlinien genutzt.
An den Endhaltestellen wird in der Regel in einem Stumpfgleis die Fahrtrichtung geändert; lediglich vor dem Wanne-Eickeler Hbf (Linie 306/316) existiert eine Wendeschleife.
Seit dem Jahr 2019 verkehren auf einem Streckennetz von 86,2 Kilometern Länge zehn Linien. Dabei verlaufen 11,7 Kilometer in Bochum und Gelsenkirchen im Tunnel. Zwei Straßenbahnlinien (306 und 318) werden am Wochenende und vor Feiertagen auch in den Nachtstunden im Stundentakt auf der Schiene bedient, dies entspricht mehr als der Hälfte des Bochumer Streckennetzes.

## Geschichte

### 1894–1907
Der Bau der Straßenbahn in Bochum und Gelsenkirchen geht auf das Unternehmen Siemens & Halske AG zurück, das am 23. November 1894 die erste Straßenbahnstrecke von Bochum Kortländer nach Herne Bahnhof mit einer Länge von 6,9 Kilometern eröffnete. Am 3. November 1895 wurde die erste Strecke in Gelsenkirchen von der Stadtmitte nach Gelsenkirchen-Bismarck mit 3,4 Kilometern Länge eröffnet. Am 27. Dezember folgte die Linie von Schalke über Gelsenkirchen und Wattenscheid zur Zeche Holland mit einer Länge von 4,8 Kilometern. Damit war das Straßenbahnnetz in den Städten Bochum, Gelsenkirchen und Wattenscheid schon Ende 1895 15,1 Kilometer lang.
In den nächsten 10 Jahren wuchs das Netz rasch. Hinzu kamen folgende Streckenabschnitte:
| Eröffnungsdatum        | Strecke                                                                                       | Betrieb               |
| ---------------------- | --------------------------------------------------------------------------------------------- | --------------------- |
| 14. Februar 1896       | Gelsenkirchen Zeche Holland – Zeche Centrum – Kreisgrenze Bochum                              | BOGESTRA              |
| 26. Februar 1896       | Schalke Markt – Schalke Bahnhof                                                               | BOGESTRA              |
| 01. März 1896          | Bochum-Kortländer – Bergisch-Märkischer Bahnhof                                               | BOGESTRA              |
| 05. April 1896         | Bochum-Bongardstraße – Kanonenwerkstatt (des Bochumer Vereins)                                | BOGESTRA              |
| 23. April 1896         | Kanonenwerkstatt – Kreisgrenze Gelsenkirchen                                                  | BOGESTRA              |
| 20. Oktober 1896       | Gelsenkirchen Neumarkt – Bulmke – Hüllen – Bhf Wanne                                          | BOGESTRA              |
| 20. Oktober 1896       | Bochum – Eickel – Wanne                                                                       | BOGESTRA              |
| 23. / 25. Oktober 1897 | Gelsenkirchen Neumarkt – Rotthausen – Kray – Steele                                           | BOGESTRA              |
| 04. Juni 1898          | Verlängerung Steele – Spillenburg (Zornige Ameise)                                            | BOGESTRA              |
| 22. Juni 1898          | Bergisch-Märkischer Bahnhof – Weitmar                                                         | BOGESTRA              |
| 03. August 1898        | Bochum-Bongardstraße – Laer                                                                   | BOGESTRA              |
| 4. Januar 1899         | Witten Markt – Bhf Witten Nord – Bhf Annen Nord – Bhf Annen Süd                               | Märkische Straßenbahn |
| 5. Januar 1899         | Bommern Bhf – Witten Markt – Crengeldanz – Langendreer Markt – Bhf Langendreer Nord           | Märkische Straßenbahn |
| 11. Januar 1899        | Langendreer Markt – Bhf Langendreer Süd (heute Langendreer West)                              | Märkische Straßenbahn |
| 9. Mai 1899            | Verlängerung Bommern Bhf – Bommern Denkmal                                                    | Märkische Straßenbahn |
| 12. August 1900        | Bhf Langendreer Süd (heute Langendreer West) – Werne Amt – Werne Ewald – Lütgendortmund Markt | Märkische Straßenbahn |
| 6. September 1900      | Verlängerung Bhf Langendreer Nord – Kranefeld (Merklinde)                                     | Märkische Straßenbahn |
| 04. Oktober 1900       | Steele – Königsteele (Bhf Steele Nord, heute Steele Ost)                                      | BOGESTRA              |
| 22. Februar 1901       | Laer – Werne Amtshaus – Werne Berg                                                            | BOGESTRA              |
| 24. Juni 1901          | Bismarck – Buer – Horst                                                                       | BOGESTRA              |
| 21. August 1901        | Weitmar – Dahlhausen                                                                          | BOGESTRA              |
| 25. August 1901        | Kranefeld (Merklinde) – Castrop                                                               | Märkische Straßenbahn |
| 01. Oktober 1901       | Gelsenkirchen Hauptbahnhof – Rotthausen                                                       | BOGESTRA              |
| 21. Dezember 1901      | Laer – Kaltehardt – Crengeldanz – Witten                                                      | BOGESTRA              |
| 21. Dezember 1901      | Laer – Ümmingen                                                                               | Märkische Straßenbahn |
| 01. Oktober 1902       | Linden – Hattingen                                                                            | BOGESTRA              |
| 16. Oktober 1902       | Witten Markt – Bhf Witten West (heute Witten Hbf)                                             | Märkische Straßenbahn |
| 11. Dezember 1902      | Lütgendortmund Markt – Bhf Lütgendortmund                                                     | Märkische Straßenbahn |
| 29. Mai 1905           | Verlängerung Spillenburg – Rellinghausen                                                      | BOGESTRA              |
| 09. Juni 1905          | Bhf Bochum Süd – Wiemelhausen – Zeche Carl Friedrich Erbstollen                               | BOGESTRA              |

Somit hatte das Netz nach zehn Jahren eine Länge von rund 61 Kilometern. Aufgrund des raschen Aufbaues des Netzes, der wegen der Konkurrenz anderer Verkehrsbetriebe so forciert worden war, mussten schon bald zahlreiche Wagen verstärkt und das Netz saniert werden. Und obwohl die Fahrgastzahlen stiegen, konnte dieser Anstieg die Investitionen in das Streckennetz nicht kompensieren. So folgte rasch ein Stillstand bei der Netzerweiterung, und andere Verkehrsbetriebe bauten Strecken in Bochum und Gelsenkirchen. Da die Siemens & Halske AG das Interesse an den nicht oder nur wenig ertragreichen Linien verlor, trennten sich die Städte Bochum und Gelsenkirchen Ende 1907 von dem Unternehmen und übergaben die Betriebsführung der bereits 1895 gegründeten Bogestra. Die Siemens & Halske AG blieb für die nächsten 15 Jahre Lieferant der Fahrzeuge.

### 1908–1930

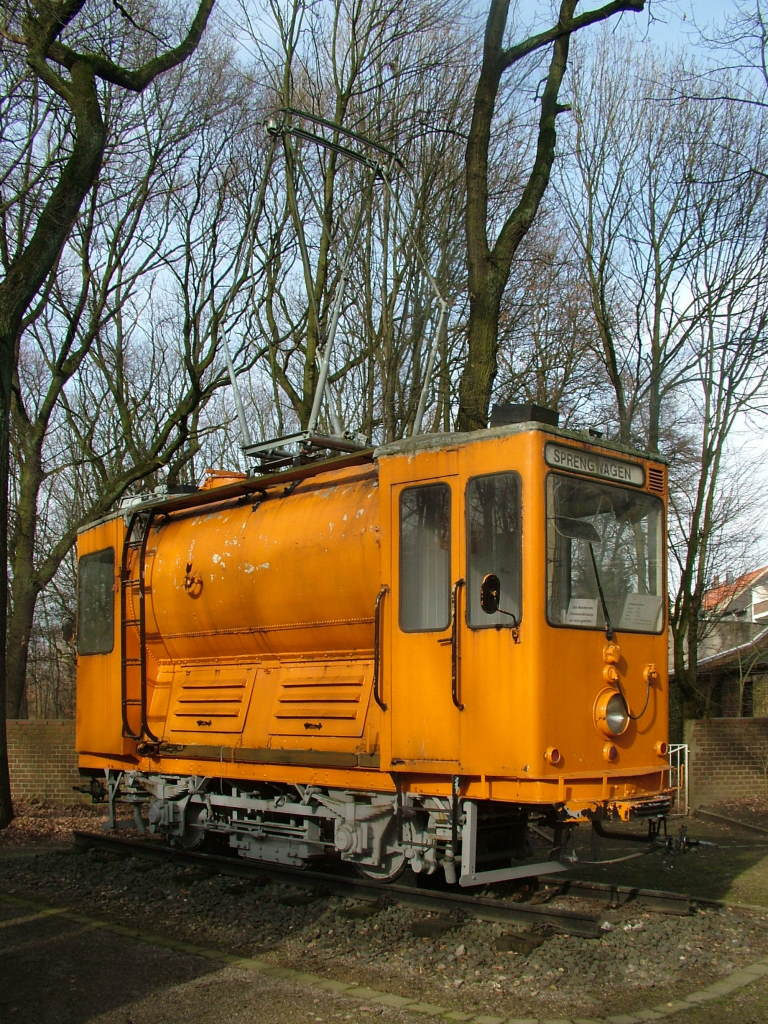
Sprengwagen von 1914

Ab 1905 eröffneten zahlreiche andere Unternehmen Straßenbahnstrecken in Bochum und Gelsenkirchen:
| Datum                                   | Strecke                                                     | Gesellschaft                                               |
| --------------------------------------- | ----------------------------------------------------------- | ---------------------------------------------------------- |
| 16. Januar 1908                         | Baukau – Eickel – Günnigfeld – Wattenscheid – Höntrop       | Kommunale Straßenbahn-Gesellschaft Landkreis Gelsenkirchen |
| 1. Mai 1908                             | Resse – Middelich                                           | Vestische Kleinbahn                                        |
| 21. Oktober 1908                        | Herne – Kolonie Constantin                                  | Straßenbahn der Stadt Herne                                |
| 23. Dezember 1908                       | Bochum Kanalstraße (Schwanenmarkt) – Kirchharpen und Gerthe | Kleinbahn Bochum-Gerthe-Harpen                             |
| 20. Dezember 1909                       | Verlängerung Gerthe – Castrop                               | Bochum-Castroper Straßenbahn                               |
| 01. April 1909                          | Essen-Katernberg – Gelsenkirchen                            | Süddeutsche Eisenbahn-Gesellschaft                         |
| 22. Dezember 1910                       | Verlängerung Kolonie Constantin – Gerthe                    | Straßenbahn der Stadt Herne                                |
| 20. Januar 1912                         | Verlängerung Kirchharpen – Harpen – Lütgendortmund Markt    | Bochum-Castroper Straßenbahn                               |
| 28. November 1913 (behördliche Abnahme) | Bhf Langendreer Nord – Werne Amtshaus                       | Westfälische Straßenbahn                                   |
| 24. Juni 1914                           | Hattingen Bhf – Henrichshütte Tor Lohfeld – Blankenstein    | Hattinger Kreisbahn                                        |

Ab 1910 eröffnete auch die Bogestra weitere Strecken. Es folgten:
| Eröffnungsdatum     | Strecke                                                                     |
| ------------------- | --------------------------------------------------------------------------- |
| Ende September 1910 | Stadtstrecke Bochum: Kanalstraße (Schwanenmarkt) – Rathaus – Bhf Bochum Süd |
| 3. Oktober 1911     | Gelsenkirchen Hans-Böckler-Straße – Gelsenkirchen-Heßler                    |
| 15. Dezember 1912   | Ehrenfeld – Bhf Bochum Süd – Bochum-Grumme                                  |
| 1913                | Gelsenkirchen Zeppelinallee – Trabrennbahn – Kreisgrenze Katernberg         |
| 25. Juli 1913       | Bochum Kanonenwerkstatt – Eppendorf – Grenze Oberdahlhausen                 |
| 04. August 1913     | Grenze Oberdahlhausen – Oberdahlhausen                                      |
| 06. Dezember 1913   | Gelsenkirchen-Heßler – Horst (Anschluss Recklinghauser Straßenbahn)         |
| 21. Dezember 1913   | Stadtstrecke Bochum („Hellweglinie“) Bhf Bochum Nord – Bhf Bochum Süd       |
| 16. Mai 1914        | Gelsenkirchen-Hauptbahnhof – Zeche Alma – Grenze Günnigfeld                 |
| 1914                | Gelsenkirchen Trabrennbahn – Grenze Essen                                   |

Der Erste Weltkrieg verhinderte den weiteren Ausbau des Netzes. Aufgrund der wirtschaftlich schlechten Lage beteiligte sich die Straßenbahn auch in Bochum und Gelsenkirchen am Güterverkehr. 1920 kam es zeitweise zur Einstellung des Betriebes. Erst nachdem die Fahrgastzahlen, die zuvor stets gesunken waren, im Jahr 1924 wieder zu steigen begannen, wurde die Erweiterung des Netzes fortgesetzt.
| Eröffnungsdatum     | Strecke | Betrieb                  |
| ------------------- | --- | ------------------------ |
| 15. Dezember 1915   | Veränderte Streckenführung in Witten: Neubaustrecke zwischen Pferdebachstraße / Ardeysstraße und Annenstraße | Westfälische Straßenbahn |
| 1921                | kurze Verbindung Bochum Hellwegstraße – Südhellweg – Wiemelhauser Straße                                     | BOGESTRA                 |
| 23. Dezember 1921   | Wanne-Eickel Hbf – Holsterhausen Dorstener Straße                                                            | Westfälische Straßenbahn |
| 16. September 1924  | Höntrop – Günnigfeld – Ulrichstraße                                                                          | BOGESTRA                 |
| 1924                | Verlängerung Grumme – Zeche Constantin                                                                       | BOGESTRA                 |
| 11. Oktober 1925    | Wattenscheid – Leithe                                                                                        | Westfälische Straßenbahn |
| 1. November 1926    | südliche Verlängerung Ehrenfeld – Wohlfahrtstraße                                                            | BOGESTRA                 |
| 18. Dezember 1926   | Zeche Carl Friedrich Erbstollen – Stiepel Blick / Henrichshütte Tor Lohfeld                                  | Hattinger Kreisbahn      |
| 15. November 1928 ? | Gerthe, Richtungsverkehr auf dem Castroper Hellweg zwischen Schürbankstraße und Lothringer Straße            | Westfälische Straßenbahn |
| 1. Oktober 1929     | Witten – Heven – Herbede (östliches Ruhrufer)                                                                | Westfälische Straßenbahn |
| 1. Dezember 1929    | Herne – Hiltrop                                                                                              | Westfälische Straßenbahn |
| 17. Dezember 1929   | Verlängerung Höntrop – Höntrop Bhf                                                                           | Westfälische Straßenbahn |
| Herbst 1934         | Verlängerung Herbede: östliches Ruhrufer – Ruhrbrücke – Herbede                                              | BOGESTRA                 |

In den Jahren 1925/1926 wurde der Betriebshof in Gelsenkirchen erweitert und am 3. April 1928 eröffnete an der heutigen Universitätsstraße in Bochum der bis dahin größte Betriebshof Westdeutschlands mit einem Fassungsvermögen von 200 Wagen.

### 1931–1939

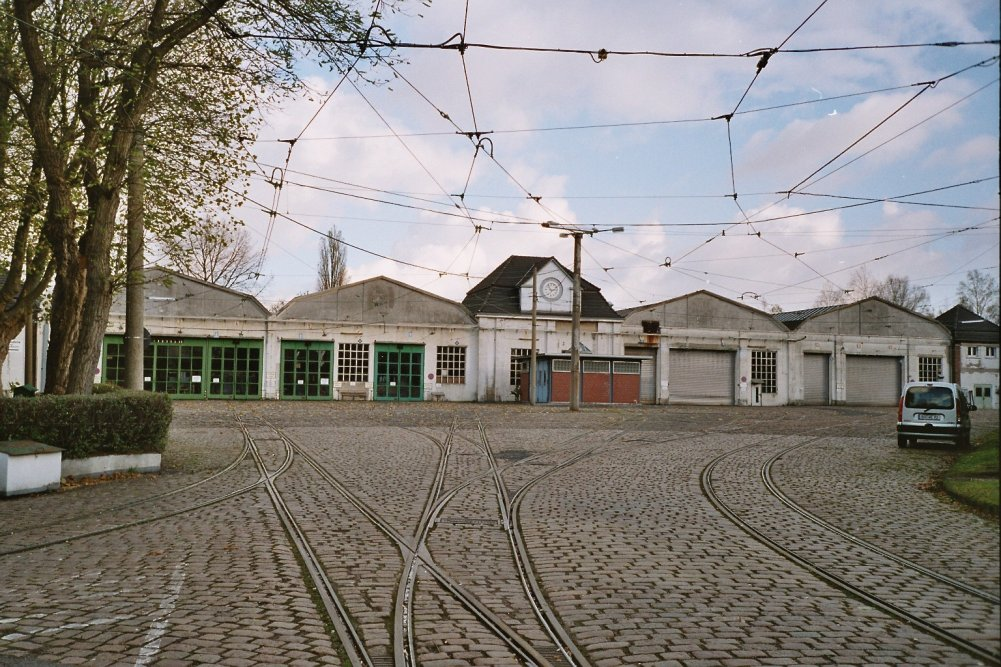
Ehemaliger Sitz der Westfälischen Straßenbahn in Gerthe-Hiltrop, zuletzt Hauptwerkstatt

Liniennetz im August 1939

Am 12. August 1931 übernahm die Bogestra die Linien der zahlungsunfähig gewordenen Westfälischen Straßenbahn. Damit gingen 79 km Strecke sowie 76 Trieb- und 19 Beiwagen an die Bogestra über. Am 15. September 1933 wurde auch der Straßenbahnbetrieb der Hattinger Kreisbahn von der BOGESTRA übernommen.
Zu Beginn des Jahres 1938 umfasste des Straßenbahnnetz, nachdem schon einige Linien auf den Omnibusverkehr umgestellt wurden, Strecken mit 195 km Länge, sowie 266 Triebwagen und 131 Beiwagen. 1939 gingen die Strecken von Horst-Mitte nach Horst-Süd und von Schalke nach Buer von der Vestischen Kleinbahn an die Bogestra über.

### 1940–1951

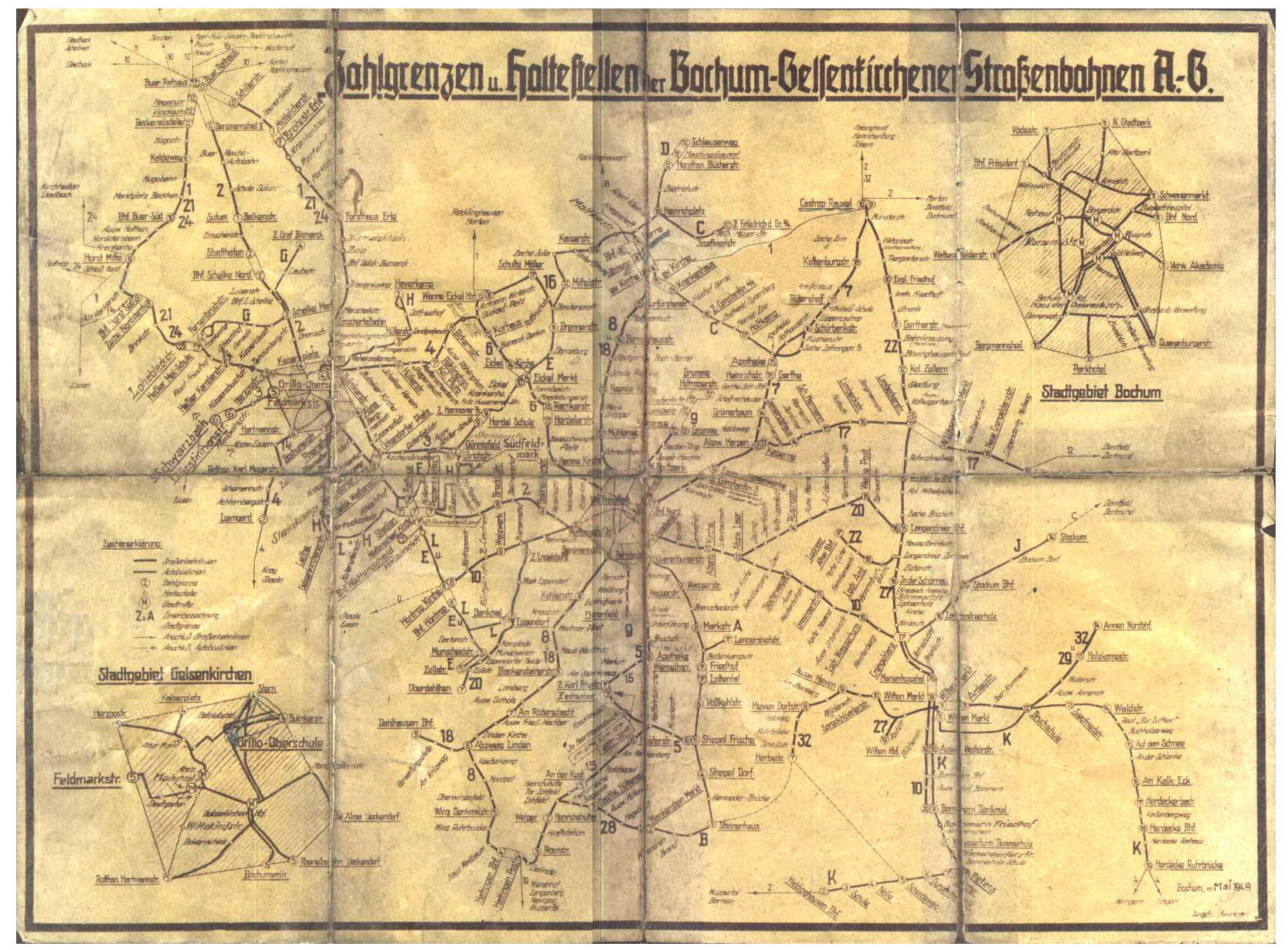
Liniennetz im Mai 1949

Auch im Zweiten Weltkrieg wurde von der Straßenbahn Güterverkehr ausgeführt. Hinzu kamen Postfahrten. Ein eigens im Jahr 1942 gebautes Betriebsgleis in Wattenscheid diente wahrscheinlich nur dem Postverkehr. 1943 begannen die Bombenangriffe auf Bochum und Gelsenkirchen. Dies führte auch zu Zerstörungen im Gleisnetz und im Fuhrpark. Trotz der Schäden gelang es, den Betrieb auf zahlreichen Strecken aufrechtzuerhalten, so dass selbst 1944 noch 24 Linien in Eigenregie und zwei Linien zusammen mit der Vestischen Kleinbahn betrieben werden konnten. Am 4. und 6. November 1944 wurden beide Städte Ziel von massiven Bombenangriffen, denen etwa 2/3 der Gleisanlagen und die Hälfte des Fuhrparks zu Opfer fielen. Bis zum Einmarsch der alliierten Truppen am 10. April 1945 konnte nur noch ein provisorischer Betrieb aufrechterhalten werden, der aber dann vorerst eingestellt wurde.
Am 24. Mai 1945 konnte durch den Einsatz des Personals auf rund 55 km Strecke der Betrieb wiederaufgenommen werden. In der Folgezeit wurden weitere Strecken instand gesetzt und wieder eröffnet, im Mai 1946 von Hattingen nach Blankenstein, Mai 1947 von Bochum nach Wanne-Eickel, im August 1948 von Bochum nach Ehrenfeld und 1950 bis nach Grumme. Ende des Jahres 1950 waren insgesamt wieder 27 Linien in Betrieb und der Wiederaufbau konnte als abgeschlossen angesehen werden. Hierbei fuhr die Linie 8 von Recklinghausen bis nach Blankenstein und war mit 31,4 km Länge die längste durchgehende Verbindung im Ruhrgebiet.

### 1951–1969

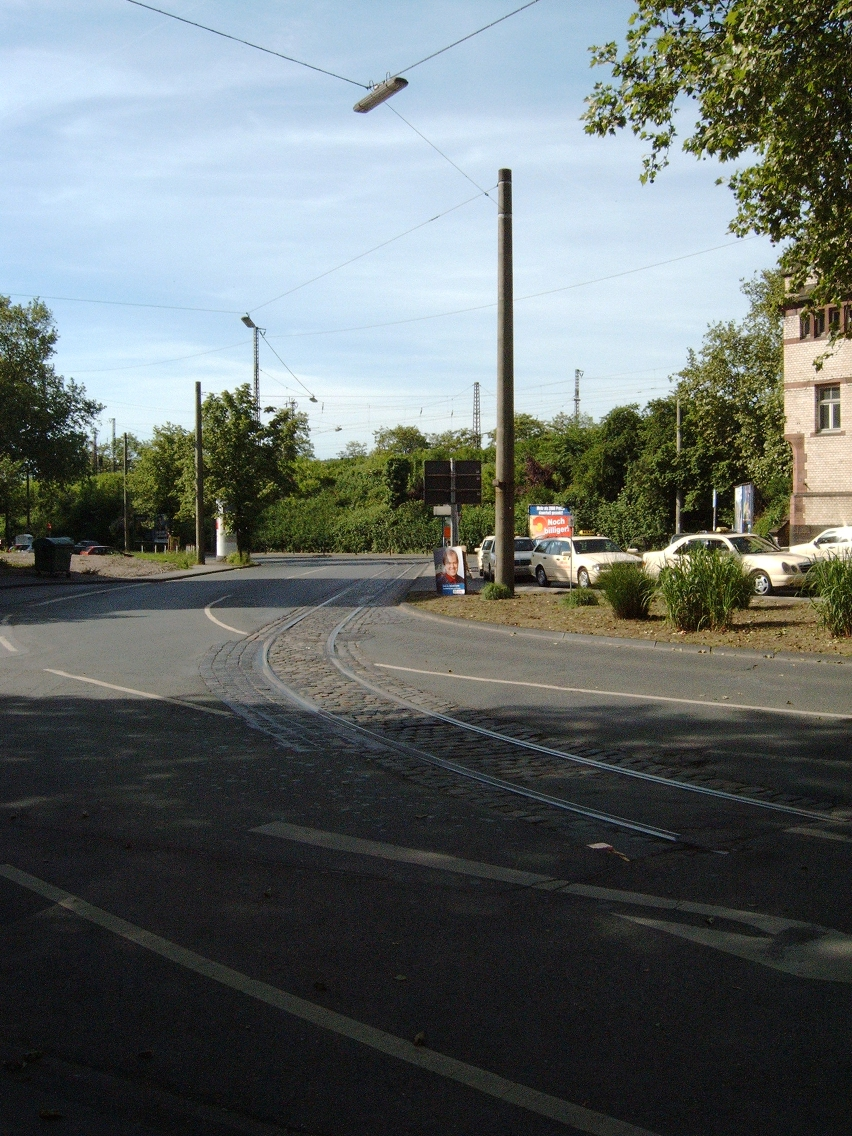
Inzwischen verschwundene Überreste der Wendeschleife der Linie 320 vor dem Hauptbahnhof in Witten

Das Streckennetz und der Fahrzeugpark wurde weiten Bereichen modernisiert. Damit die neuen Fahrzeuge besser zum Einsatz kamen, wurden viele Strecken zweigleisig ausgebaut und einige Gleise dabei – oft mit eigenem Gleiskörper – aus der Seitenlage in die Mitte der Fahrbahn verlegt. Jetzt weniger frequentierte Strecken wurden auf Omnibusbetrieb umgestellt. Die wichtigste Veränderung in Bochum in den 1950er Jahren war die Verlegung des Bochumer Hauptbahnhofes um ca. 800 m in östlicher Richtung, die auch eine Anpassung des Straßenbahnnetzes nach sich zog. Die Gebäude der Fahrzeugfabrik Emil H. von Lienen an der Wittener Straße 100, die sich auch für einige der Fahrzeugaufbauten verantwortlich zeigte, wurden 1957 als zentrale Werkstätten übernommen. Am 1. Januar 1968 endete die Ära der Postbeförderung per Straßenbahn.
| Linie | Linienweg 1967                                                                                         | Linienweg 1969                                                                                         |
| ----- | --- | --- |
| 1     | Gelsenkirchen Hauptbahnhof – Erle – Buer – Horst – Essen Hauptbahnhof – Essen Rolandstraße             | Gelsenkirchen Hauptbahnhof – Erle – Buer – Horst – Essen Hauptbahnhof – Essen Rolandstraße             |
| 2     | Buer Rathaus – Schalke – Gelsenkirchen Hauptbahnhof – Wattenscheid – Bochum Hauptbahnhof – Opel-Werk 1 | Buer Rathaus – Schalke – Gelsenkirchen Hauptbahnhof – Wattenscheid – Bochum Hauptbahnhof – Opel-Werk 1 |
| 6     | Bochum-Gerthe – Bochum Hauptbahnhof – Wanne-Eickel Hauptbahnhof                                        | Bochum-Gerthe – Bochum Hauptbahnhof – Wanne-Eickel Hauptbahnhof                                        |
| 7     | Gelsenkirchen Hauptbahnhof – Degenhardt – Essen Hauptbahnhof – Essen Lührmannwald                      | Gelsenkirchen Hauptbahnhof – Degenhardt – Essen Hauptbahnhof – Essen Lührmannwald                      |
| 8/18  | Hattingen Reschop / Dahlhausen Bahnhof – Bochum Rathaus – Herne Bahnhof – Recklinghausen Hauptbahnhof  | Hattingen Reschop / Dahlhausen Bahnhof – Bochum Rathaus – Herne Bahnhof – Recklinghausen Hauptbahnhof  |
| 10    | Witten Hauptbahnhof – Bochum-Laer – Bochum Rathaus – Wattenscheid-Höntrop                              | Witten Hauptbahnhof – Bochum-Laer – Bochum Rathaus – Wattenscheid-Höntrop                              |
| 11/12 | Annen Nordbahnhof – Witten – Heven – Herbede Markt                                                     | Annen Nordbahnhof – Witten – Heven – Herbede Markt                                                     |
| 16    | DO-Lütgendortmund Markt – Harpen Werner Straße – Bochum Hauptbahnhof                                   | Harpen Werner Straße – Bochum Hauptbahnhof – Oberdahlhausen                                            |
| 17    | Gelsenkirchen Hauptbahnhof – Feldmark – Essen Hauptbahnhof – Essen Lührmannwald                        | Gelsenkirchen Hauptbahnhof – Feldmark – Essen Hauptbahnhof – Essen Lührmannwald                        |
| 20    | Oberdahlhausen – Bochum Rathaus – Abzw. Laer – Langendreer Bf.                                         | – |
| 28    | Weitmar Blankensteiner Straße – Bochum Rathaus – Riemke Kirche                                         | Weitmar Blankensteiner Straße – Bochum Rathaus – Riemke Kirche                                         |
| 30    | Wattenscheider Str. – Bochum Rathaus – Abzw. Laer – Diesterwegstr.                                     | – |

1. ↑  vor 1967: „7“ Bochum Hauptbahnhof – Gerthe – Castrop-Rauxel
und „6“ Bochum Hauptbahnhof – Wanne-Eickel Hauptbahnhof.
2. ↑  vor 1967: „17“ Bochum Hauptbahnhof – Harpen – Lütgendortmund Markt

### 1970–1999
Am 13. Januar 1971 wurde eine Strecke zur neu eröffneten Ruhr-Universität im Süden von Bochum in Betrieb genommen. Seit dem 28. Mai 1972 endete die Linie am Nordbahnhof in Bochum und wurde am 3. November bis Hustadt verlängert. Gleichzeitig wurden allerdings weitere Strecken stillgelegt. Die übrigen Linien wurden nach und nach bis auf wenige Ausnahmen zweigleisig ausgebaut.
Im April 1971 kam es unter dem Symbol des Roten Punktes zu mehrtägigen Gleisblockaden und Straßendemonstrationen gegen die Tariferhöhungen.
Am 22. November 1973 wurden zwei Linien (8, 18) in der Bahnhofstraße in Herne wegen des beginnenden Stadtbahn-Baues in die parallel verlaufende Schulstraße verlegt. 1974 wurde in Gelsenkirchen mit dem Bau der Verlegung der Straßenbahn in den Untergrund begonnen. 1978 schließlich wurden vom Land Nordrhein-Westfalen verbindliche Handlungsrichtlinien festgelegt. Diese sahen neben dem Ausbau der S-Bahn-Verbindungen durch die Deutsche Bundesbahn auch von den Kommunen getragene Stadtbahnverbindungen vor. Als Teil des Stadtbahnnetzes Rhein-Ruhr waren im Bereich Bochum/Gelsenkirchen drei Verbindungen vorgesehen:
- Hattingen – Bochum – Gerthe – Castrop-Rauxel
- Recklinghausen – Herne – Bochum – Querenburg – Witten
- Gelsenkirchen-Buer – Erle – Gelsenkirchen – Wattenscheid – Bochum – Laer – Langendreer

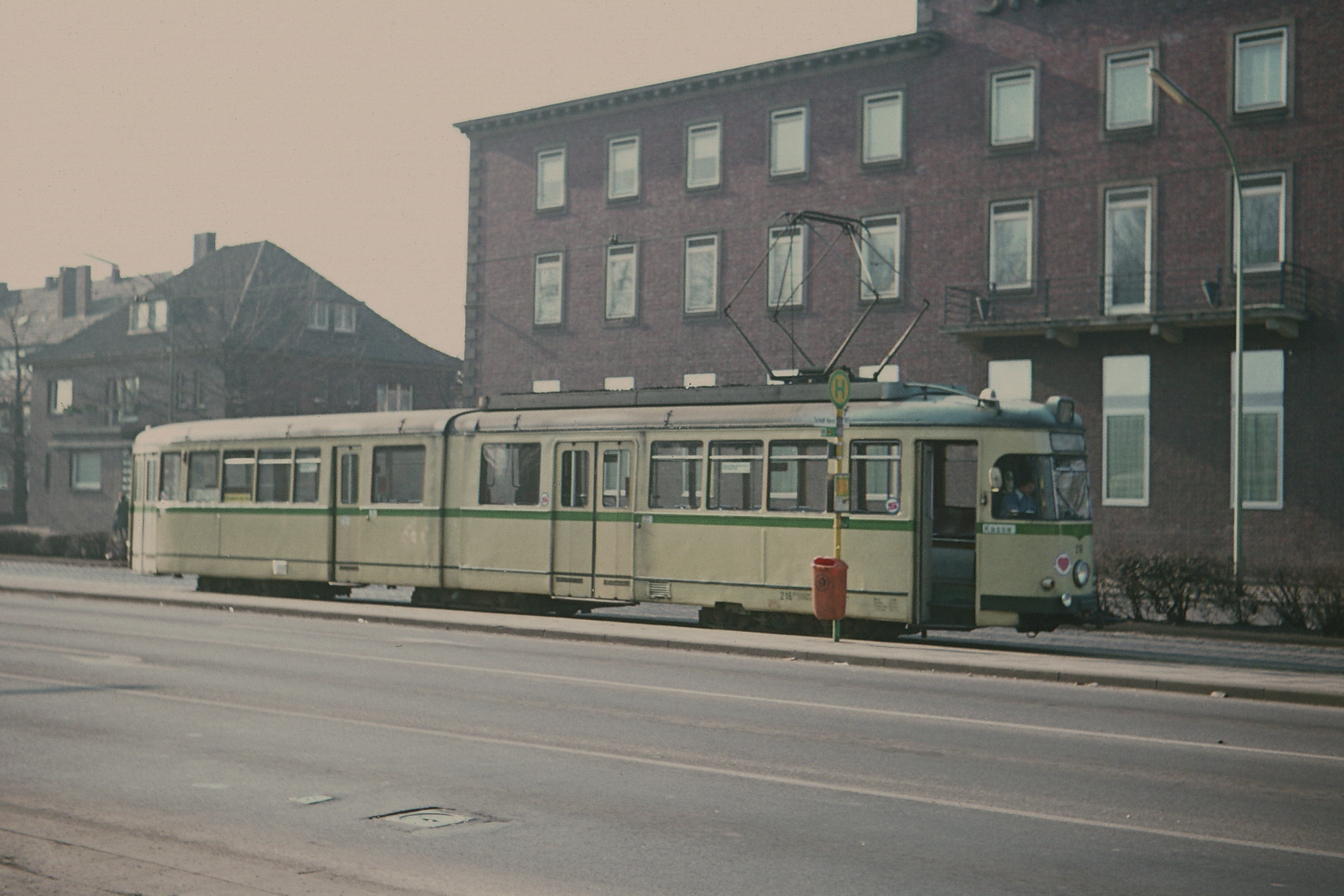
Straßenbahn der Linie 301 an der Endhaltestelle "Schloss Horst" in Gelsenkirchen

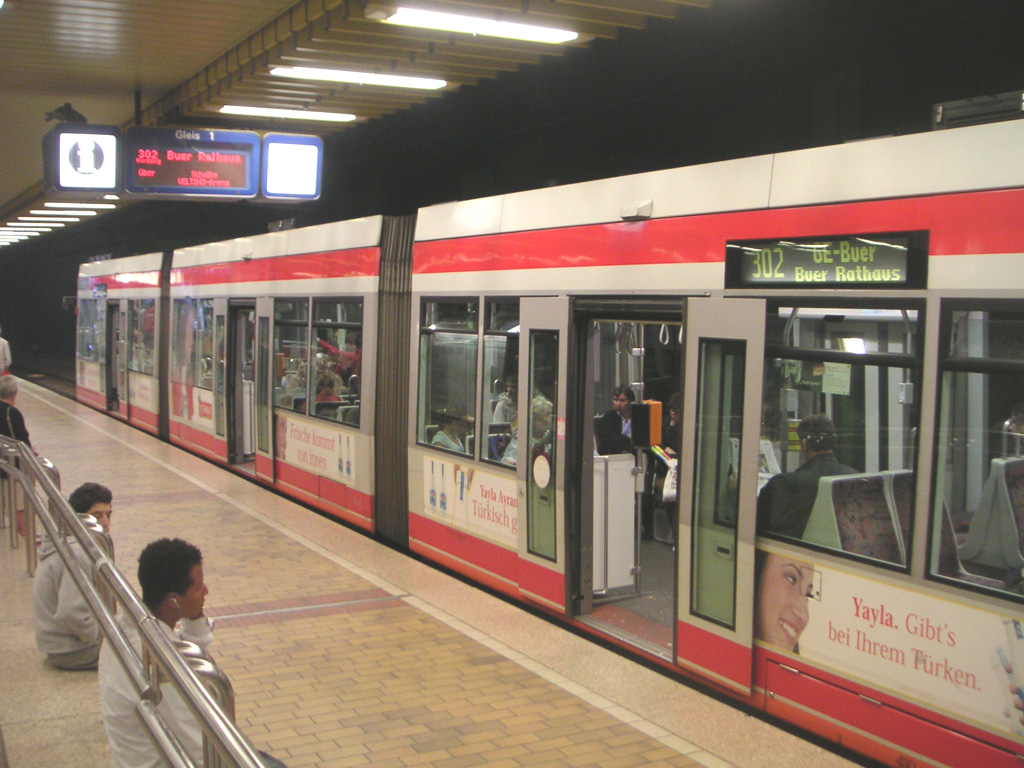
Straßenbahn der Linie 302 an der Haltestelle Gelsenkirchen Hauptbahnhof

Im Gegensatz zu den Meterspur-Straßenbahnlinien sollten diese Linien auf Normalspur mit Hochbahnsteigen und dem Stadtbahnwagen B auf eigenen Bahnkörpern betrieben werden. Der erste Stadtbahn-Abschnitt wurde 1989 als U 35 zwischen Bochum Hauptbahnhof und Herne Schloss Strünkede eröffnet. Dies war gleichzeitig der erste städteübergreifende U-Bahn-Tunnel in Deutschland. Die Verlängerung von Bochum Hauptbahnhof über die Ruhr-Universität bis Bochum-Hustadt fand 1993 statt. Die Abschnitte nach Witten und Recklinghausen wurden von den jeweiligen Kommunen aus Kostengründen nicht verwirklicht.
Unabhängig davon wurde die am Wittener Hauptbahnhof endende Straßenbahnlinie 320 nach Annen bereits 1985 eingestellt.
Als Bestandteil des geplanten Netzes der Stadtbahn Rhein Ruhr wurden folgende Tunnelabschnitte gebaut:
| Eröffnungsdatum    | Linie(n)    | Tunnelstrecke                                            |
| ------------------ | ----------- | -------------------------------------------------------- |
| 26. Mai 1979       | 8/18        | Rampe Bochum Bergmannsheil – Hauptbahnhof                |
| 28. November 1981  | 308/318     | Bochum Hauptbahnhof – Rampe Ruhrstadion                  |
| 01. September 1984 | 127/301/302 | Rampe Gelsenkirchen Rheinelbestraße – Rampe Musiktheater |
| 02. September 1989 | U35         | Bochum Hauptbahnhof – Herne Schloss Strünkede            |
| 28. November 1993  | U35         | Bochum Hauptbahnhof – Rampe Wasserstraße                 |
| 29. Mai 1994       | 301         | Gelsenkirchen Neumarkt – Rampe Ruhr-Zoo                  |
| 29. Januar 2006    | 302/310     | Rampe Bochum Jacob-Mayer-Straße – Rampe Lohring          |
| 29. Januar 2006    | 306         | Rampe Bochum Rathaus – Anschluss Hauptbahnhof            |

Außer der Normalspur-Linie U 35 werden diese Tunnel im sogenannten Stadtbahnvorlaufbetrieb von den Meterspur-Straßenbahnlinien genutzt. Auch an der Oberfläche wurden Strecken bereits für den Stadtbahnbetrieb vorbereitet, so zum Beispiel die Linie 310 auf der Essener Straße.

### 2000–2019
Am 4. Juli 2004 erreichte die Essener Stadtbahn das Gelsenkirchener Stadtgebiet. Somit existieren im Stadtteil Horst Dreischienengleise auf einem kurzen gemeinsamen Abschnitt von 301 und U17 (heute: U11). Ein durchgehender Straßenbahnverkehr zwischen Gelsenkirchen-Buer und Essen ist seitdem wegen der unterschiedlichen Spurweite nicht mehr möglich.

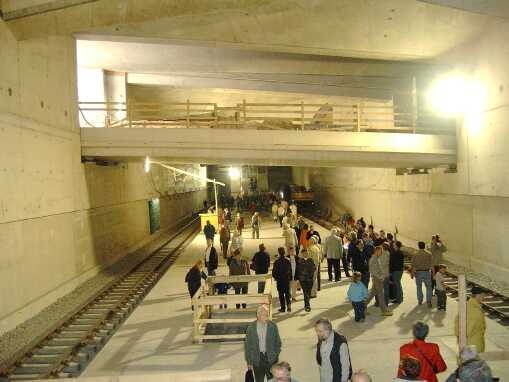
Rohbau des U-Bahnhofs Bochum Rathaus-Süd. Unten sind die Gleise der Linien 302 und 310 zu sehen. Quer die Brücke durch den U-Bahnhof, über die heute die Fahrzeuge der Linie 306 fahren

Am 29. Januar 2006 wurden in der Bochumer Innenstadt zwei neue Stadtbahntunnel eröffnet. Der eine Tunnel durchquert die Innenstadt in West-Ost-Richtung und nimmt die Linien 302 und 310 auf. Diese 3 km lange Strecke verfügt über vier Bahnhöfe und zwar: Bochumer Verein/Jahrhunderthalle, Bochum Rathaus Süd, Bochum Hauptbahnhof (gemeinsamer Bahnsteig mit U35) und Lohring. Dieser Tunnel war eigentlich für die früher geplante U21 nach Gelsenkirchen vorgesehen. Durch den zweiten Tunnel vom Rathaus zum Hauptbahnhof führt die Linie 306. Er hat keine weiteren Bahnhöfe, führt aber als Besonderheit auf einem Brückenbauwerk durch den Bahnhof Rathaus Süd und endet unterirdisch im östlichen Gleisbereich (Linie 308/318) des U-Bahnhofes Bochum Hauptbahnhof. Durch eine Verbindungskurve (Betriebsgleis) vom Tunnel der 302/310 am Bochumer Rathaus stellt dieser Tunnel gleichzeitig die Erreichbarkeit des Betriebshofs Engelsburg vom Tunnel der Linie 308/318 sicher. Mit diesen beiden Tunneln verschwanden auch die letzten Straßenbahnen aus der Bochumer Innenstadt. An der Oberfläche wurde die Massenbergstraße, auf der vorher die Linien 302/306/310 verkehrten, zu einem schienenfreien Boulevard umgestaltet. Allerdings verkehren dort auch weiterhin die Omnibuslinien 345 und 368. Außerdem fährt seit der offiziellen Eröffnung ebenfalls die Linie 336 über den Boulevard.
Im Jahr 2006 wurden aber auch die Arbeiten entlang der Dorstener Straße beendet, welche unter anderem die Beschleunigung und den barrierefreien Haltestellenausbau der Linie 306 zum Ziel hatten. Mit Beendigung des Streckenumbaus auf Herner Stadtgebiet werden auf der Linie Variobahnen, gelegentlich auch Fahrzeuge vom Typ NF6D eingesetzt. Der letztgenannte Fahrzeugtyp führte 2015 zu einer Streckenunterbrechung in Wattenscheid.
Vom 16. Juli 2007 bis 31. August 2008 wurde die eingleisige Führung der 318 zwischen Hattinger Straße und Kesterkamp durch eine zweigleisige ersetzt. Dieser Streckenabschnitt wurde am 1. September 2008 dem Verkehr übergeben.
Im August 2013 wurde die Linie 302 in Bochum zwischen Elbinger Str. und Goldhammer Str. im Bereich des Autobahndreiecks Bochum-West neu trassiert. Eine Änderung der Fahrzeit war hiermit nicht verbunden.
Am 15. Oktober 2017 wurde die Verlängerung der 302 ab Laer mit einer neugebauten Strecke auf der Unterstraße, vorbei am Langendreer Markt zum S-Bahnhof Langendreer nach fünfjähriger Konstruktion eröffnet. Ein Abzweig von Langendreer Markt über die Hauptstraße nach Witten wurde 2020 in Betrieb genommen. Seitdem fährt die Linie 310 diesen Weg; der landschaftlich reizvolle Abschnitt als Überlandstraßenbahn durch die Kaltehardt wurde stillgelegt, weil die Neutrassierung das Zentrum des Stadtteils Langendreer wesentlich besser erschließen kann.

#### Liniennetz bis zum 14. Dezember 2019
Folgende Straßenbahnlinien verkehrten bis zum 14. Dezember 2019 auf dem Gebiet der Städte Bochum, Gelsenkirchen, Hattingen und Herne:
| Linie | Linienverlauf                                                                                             | Bemerkung                                                                         |
| ----- | --- | --------------------------------------------------------------------------------- |
| 107   | Gelsenkirchen Hbf – Feldmark – Essen-Katernberg – Zeche Zollverein – Essen Hbf (– Bredeney)               | Fahrzeugeinsatz durch die Ruhrbahn, Bogestra nur samstagmorgens bis Trabrennbahn. |
| 301   | Gelsenkirchen Hbf – Bismarck – Buer – Horst                                                               |                                                                                   |
| 302   | Gelsenkirchen-Buer Rathaus – Gelsenkirchen Hbf – Wattenscheid – Bochum Hbf – Laer Mitte – Langendreer (S) |                                                                                   |
| 306   | Wanne-Eickel Hbf – Bochum Hbf                                                                             | Fährt auch als NachtExpress.                                                      |
| 308   | Gerthe Schürbankstraße – Bochum Hbf – Weitmar – Linden – Hattingen (Ruhr) Mitte                           |                                                                                   |
| 310   | Höntrop Kirche – Bochum Hbf – Witten Rathaus – Heven Dorf                                                 | Überlandstrecke Kaltehardt                                                        |
| 318   | (Gerthe Schürbankstraße –) Bochum Hbf – Weitmar – Linden – Dahlhausen Bf.                                 | Ab Gerthe nur abends, sonn- und feiertags und als Nachtexpress.                   |

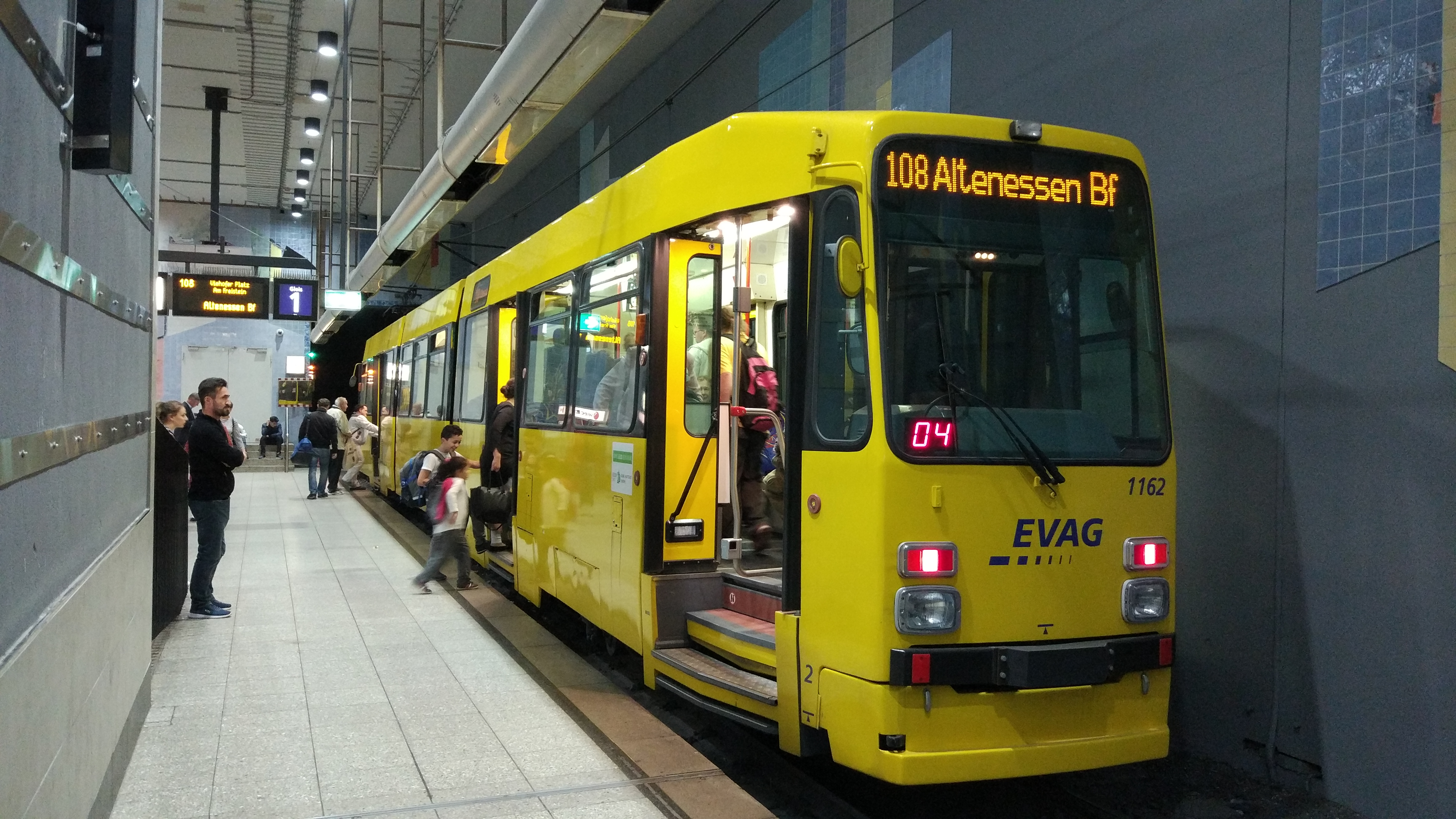
Stadtbahnwagen M der Ruhrbahn (ehemals: EVAG)

Die Linie 107 wurde bis Juni 2015 mit meterspurigen M8-Wagen befahren (die für den südlichen Essener Linienast Hbf–Bredeney spezielle Klapptrittstufen haben, um an den dortigen Hochbahnsteigen wie auch an den Straßeneinstiegen und Niedrigbahnsteigen nördlich Essen Hbf halten zu können). Seit Juni 2015 verkehren die Bahnen ab Gelsenkirchen nur noch bis Essen Hbf und es sind nun überwiegend Essener Niederflurtriebwagen M8D-NF2 im Einsatz. Da am Samstagmorgen die Ruhrbahn Straßenbahnen in Gelsenkirchen erst gegen 6.30 Uhr anbietet, führt die BOGESTRA in dieser Zeit auf dem Abschnitt Gelsenkirchen Hauptbahnhof—Trabrennbahn zwei Frühtouren (vier Fahrten) mit eigenen Triebwagen durch.
Die Linie 301 befördert jährlich über 7,4 Mio. Fahrgäste (Stand 2005). Sie ist die einzige Straßenbahnlinie, die ausschließlich auf Gelsenkirchener Stadtgebiet verkehrt. Dabei verläuft sie auf den ersten 4,8 km im Stadtbahn-Tunnel Hauptbahnhof – Zoom Erlebniswelt (ehemals Ruhr-Zoo). Im weiteren Verlauf an der Oberfläche, zwischen Erle Forsthaus und Middelicher Straße, wurde die Strecke im Straßenraum mit Seitenbahnsteigen (als Aufpflasterung des Gehwegs) ausgebaut. Am Goldbergplatz/Buer Rathaus führt sie ca. 100 Meter durch eine Fußgängerzone, um dann später am Bahnübergang Buer Süd Bahnhof die Eisenbahnstrecke Wanne-Eickel – Dorsten eingleisig und niveaugleich zu kreuzen. Als Besonderheit verkehrt sie in Horst zwischen Buerer Straße und Schloss Horst gemeinsam mit der normalspurigen U11 der Stadtbahn Essen auf Dreischienengleisen. Da in diesem Bereich eine elektrische Betriebsspannung von 750 Volt (im Gegensatz zu den sonst netzüblichen 600 Volt) herrscht, konnten zunächst auf dieser Strecke nur dafür umgebaute ältere Triebwagen vom Typ M6S eingesetzt werden; die Niederflurbahnen vom Typ NF6D dürfen nur bis Buer Süd Bf verkehren, da wegen des Einzelrad-Einzelfahrwerks (EEF) Entgleisungsgefahr besteht. Im September 2008 hat der Einsatz der Variobahn auf dieser Linie begonnen, welche die hochflurigen M-Wagen auf dieser Linie vollständig abgelöst haben.

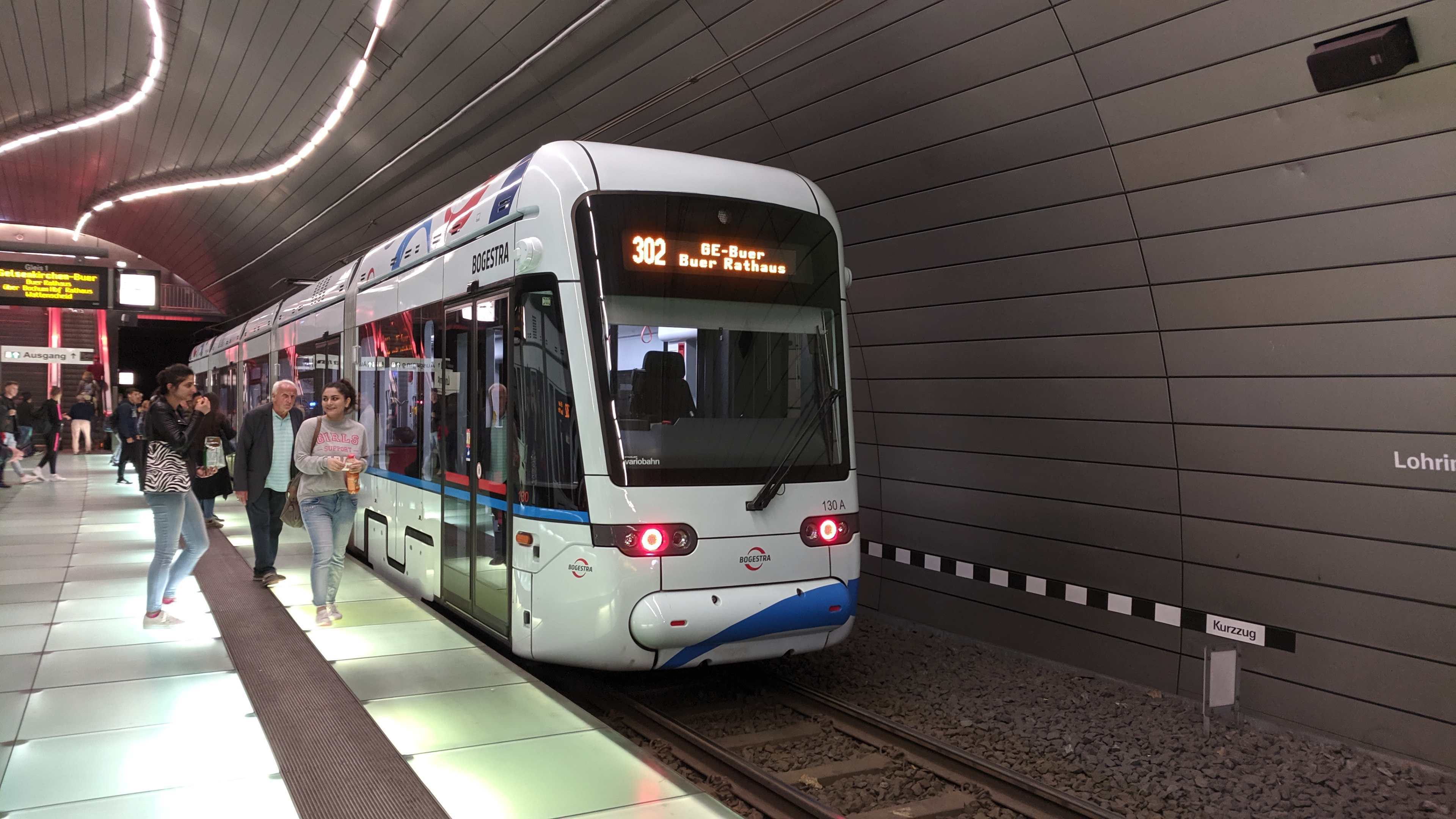
Variobahn auf der Linie 302 im U-Bahnhof Lohring

Die Linie 302 ist die Gelsenkirchener Hauptlinie, welche die beiden Zentren Altstadt und Buer direkt verbindet. Sie verkehrt an der Oberfläche zwischen den Haltestellen Musiktheater und Buer Rathaus auf unabhängigen Gleiskörpern auf dem Mittelstreifen von vierspurigen Hauptverkehrsstraßen (Flora-/Kurt-Schumacher-Str.) und ist an den Ampelanlagen bevorrechtigt. Diese Strecke wurde zur Fußball-Weltmeisterschaft 1974 errichtet. Zwischen Kennedyplatz und Grenzstr. sowie im Bereich der Schalker Meile verläuft sie auf einem Rasengleis.
Besondere Bedeutung hat diese Linie als Zubringer zur Veltins-Arena. Um bei Veranstaltungen die hohe Nachfrage bewältigen zu können, existiert nördlich der Haltestelle Veltins-Arena eine dreigleisige Abstellanlage, südlich ein einzelnes Stellgleis und die Bahnsteige verfügen je Richtung über zwei Gleise. Die Strecke wurde anlässlich der Fußball-Weltmeisterschaft 2006 zwischen Hauptbahnhof und Buer Rathaus ausgebaut.
Im Einzelnen handelte es sich um folgende Maßnahmen:
- Erneuerung der Fahrleitung und Stromversorgung, um den Strombedarf von NF6D-Doppeltraktionen zu decken
- Absenkung des Hochbahnsteigs Gelsenkirchen Hauptbahnhof, damit zwei Doppeltraktionen hintereinander halten können
- Neue Software für die Zugsicherung im Tunnel, um die Zugfolge zu erhöhen.
- Umbau der Haltestelle Veltins-Arena mit großzügiger Überdachung und Bau eines dritten Stellgleises nördlich der Haltestelle

Richtung Süden verläuft diese Linie ab Gelsenkirchen Hbf durch Ückendorf im Straßenraum (teilweise in Seitenlage). Von dort verkehrt sie, oft weiterhin ohne eigenen Gleiskörper, über Wattenscheid bis zum Autobahndreieck Bochum-West. Ab der Haltestelle Bochumer Verein/Jahrhunderthalle fährt sie seit 2006
unterirdisch über Bochum Hauptbahnhof Richtung Laer Mitte und Langendreer.
Die Linie 302 ist weitestgehend niederflurgerecht ausgebaut.
In der Regel werden Niederflurbahnen (Variobahn) eingesetzt, die einen weitgehend stufenlosen Einstieg an Niedrigbahnsteigen ermöglichen. Allerdings verfügen die Haltestellen Emscherstraße und Veltins-Arena über keinen Aufzug. Fahrgäste werden per Banddurchsage auf die stadionnahe Station Willy-Brandt-Allee verwiesen. Dies hängt mit der Lage auf der Kanalbrücke am Rande eines Industriegebietes und schwacher Nachfrage zusammen. Weiterhin sind im Gelsenkirchener Stadtgebiet die Haltestellen zwischen Wissenschaftspark bis zur Haltestelle Watermanns Weg, der Stadtgrenze zu Bochum-Wattenscheid, die Haltestellen nicht barrierefrei.
Im Wattenscheider Stadtteil sind nur vereinzelt Haltestellen nicht barrierefrei, sowie in Bochum nicht die Haltestelle Goldhammer Straße und die ehemalige, reguläre Endhaltestelle Laer Mitte.
Von Februar bis zum 11. August 2015 war die Linie 302 wegen der technischen Probleme an den Wagen des Typs NF6D geteilt: Züge aus Buer endeten am August-Bebel-Platz in Wattenscheid, die nach Laer starteten zwei Haltestellen zuvor. Beide Linienteile überlappten sich auf dem Abschnitt Lohrheidestraße – August-Bebel-Platz, um an der zwischenliegenden Haltestelle Freiheitstraße einen direkten und barrierefreien Umstieg zu ermöglichen.
Seit dem 5. Oktober 2017 verkehrt die Linie bis Langendreer Bahnhof. Damit ist der erste Abschnitt der Erschließung Langendreers auf dem Schienenweg in Betrieb.
Zwischen Februar und Juli 2018 wurde die Fahrplanfrequenz zwischen Gelsenkirchen Hauptbahnhof und Buer Rathaus in der Hauptverkehrszeit versuchsweise auf einen 5-Minuten-Takt verdichtet, dies in Zusammenhang mit der Reduzierung von Feinstaub. Das Projekt wurde mit Beginn der NRW-Sommerschulferien vorerst auf Eis gelegt. Die Taktverdichtung wird, etwas modifiziert, auch im Restjahr angeboten.

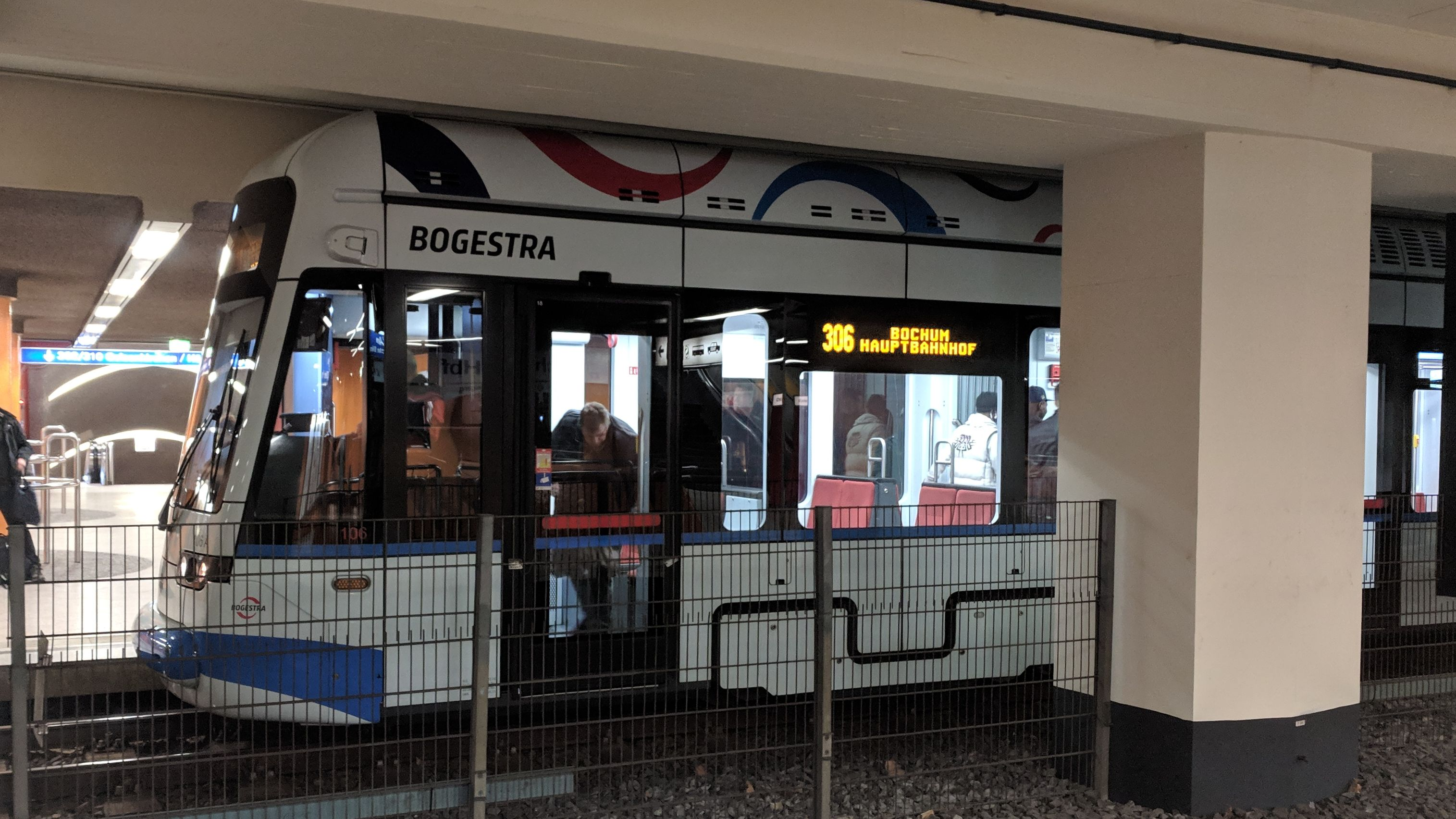
Variobahn auf der Linie 306 im U-Bahnhof Bochum Hauptbahnhof

Die Linie 306 galt lange Zeit als Stilllegungskandidat und wurde praktisch auf Verschleiß gefahren. Mit Beginn der Bauarbeiten der dritten und letzten Tunnelstrecke änderte sich dies allerdings. Auch im oberirdischen Verlauf der 306 waren umfangreiche Modernisierungsmaßnahmen erforderlich. So war unter anderem ein größerer Abstand der Gleise notwendig, damit sich auch modernere und längere Niederflurwagen ohne Probleme begegnen konnten. Dabei wurden alle Haltestellen barrierefrei ausgebaut. Die Bauarbeiten im Bochumer Norden und in Wanne-Eickel wurden im August 2009 beendet. Seitdem ist auch der Einsatz der Niederflurbahnen auf dieser Strecke möglich. Die Durchschnittsgeschwindigkeit der Linie soll von 14 km/h auf 19 km/h erhöht werden. So wird die Verbindung zwischen Bochum und Wanne-Eickel attraktiver und erreicht mehr Fahrgäste.
Einzelne Fahrten werden im Berufs- und Stadionverkehr außerplanmäßig bis zur Haltestelle Vonovia Ruhrstadion verlängert.

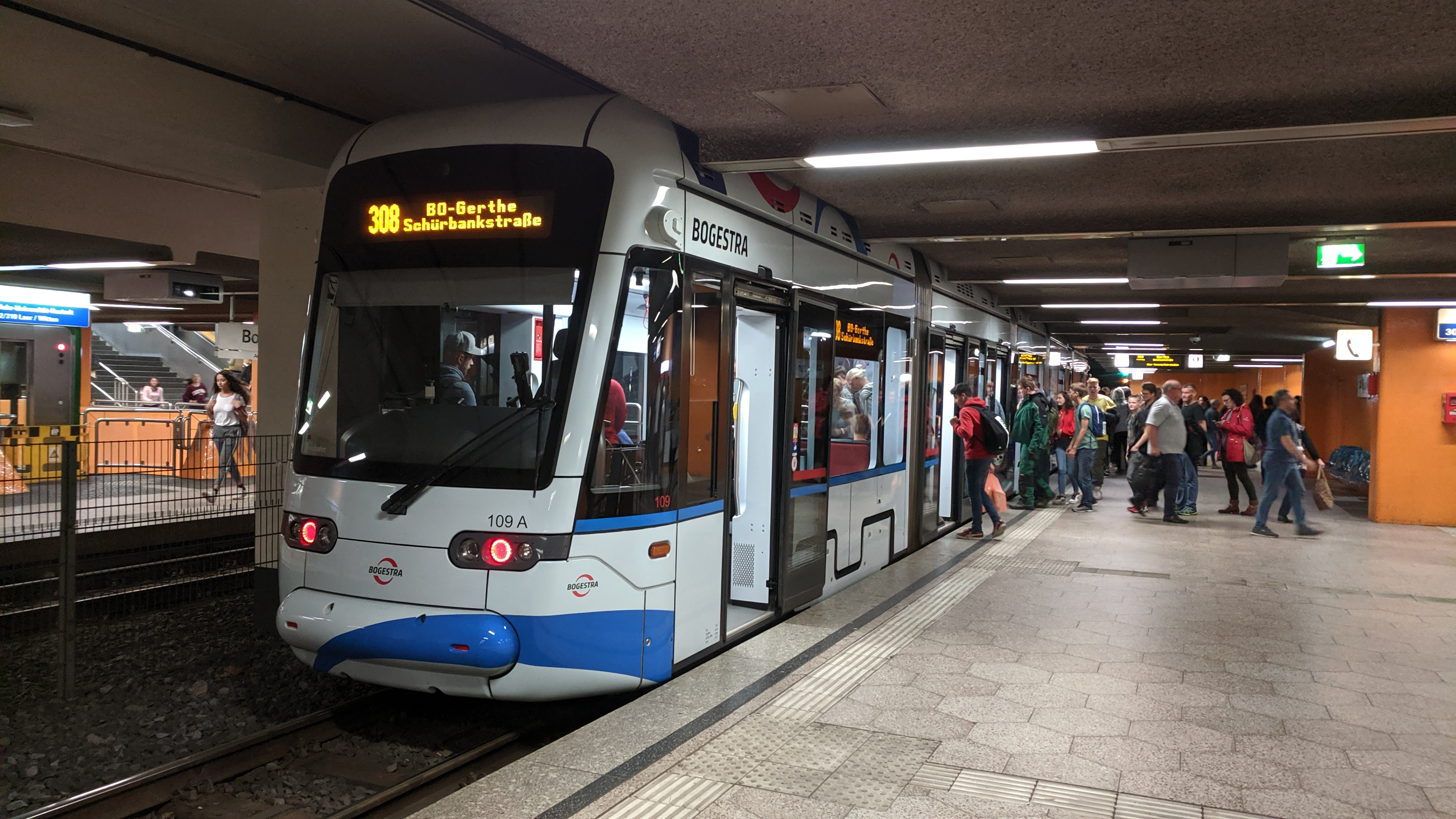
Variobahn auf der Linie 308 im U-Bahnhof Bochum Hauptbahnhof

Die Linie 308 verläuft von Hattingen über Linden, Weitmar, Bochum Hauptbahnhof nach Gerthe. Im Innenstadtbereich von Bochum verläuft sie unterirdisch von der Rampe am Bergmannsheil bis zur Rampe am Ruhrstadion. Die Strecke verläuft im nordöstlichen Abschnitt auf eigenem Gleiskörper. Dort und auf der Tunnelstrecke sind die Haltestellen barrierefrei. Im südwestlichen Bereich (Weitmar, Linden) fährt die Linie fast ausschließlich auf der Straße und es existieren nur einige wenige barrierefreie Stationen. Vor einigen Jahren wurde die Strecke zum Teil mit Ampelvorrangschaltungen ausgerüstet, außerdem mit Haltestellenampeln, die den Verkehr hinter der einfahrenden Straßenbahn für den Individualverkehr sperren. Fünf Haltestellen liegen in Hattingen. Der letzte Abschnitt von der Hattinger Ruhrbrücke bis zur Endstelle Hattingen Mitte verläuft auf eigenem Gleiskörper. Während des Stadionverkehrs werden einige Züge in Doppeltraktion gefahren, allerdings nur im Abschnitt Bergmannsheil–Rottmannstraße. Die regulären und die weiteren zur Verstärkung eingesetzten Wagen fahren wie gewohnt einzeln. Die Einsatzwagen werden während einer Veranstaltung im Stadion wie folgt vorgehalten: Zwischen den Haltestellen Nordbad und Handwerksweg wird das Streckengleis in Fahrtrichtung Süden gesperrt und als Abstellgleis verwendet. Die planmäßigen Straßenbahnen werden über zwei Gleiswechsel eingleisig auf dem anderen Gleis vorbeigeführt. Bis 2008 wurden die Einsatzwagen auf dem Gelände der ehemaligen Hauptwerkstatt Gerthe zwischengeparkt. Der neue Eigentümer wollte das Gelände jedoch anderweitig nutzen, sodass eine neue Lösung gefunden werden musste. Zur Debatte stand neben der jetzigen Variante auch ein Neubau von Abstellgleisen im Mittelstreifen des Harpener Hellwegs auf der ehemaligen Trasse nach Harpen. Dieser Plan wurde jedoch zugunsten des Abstellgleises in Hiltrop verworfen.

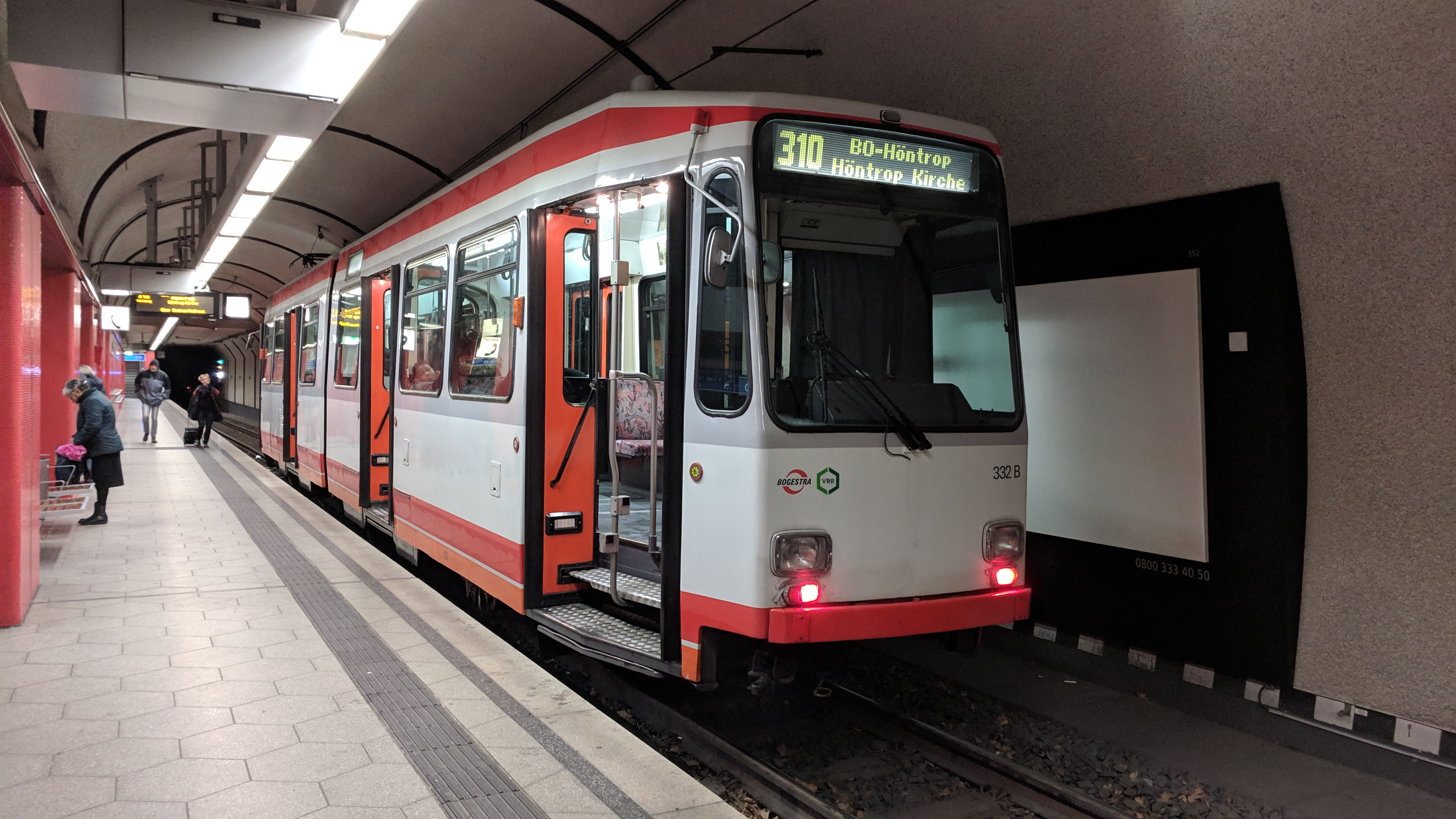
Ein M6 in aktueller Lackierung auf der Linie 310 am Bochumer Hauptbahnhof

Die Linie 310 kommt aus Witten, wo sie 15 Haltestellen bedient und auch die dortige Innenstadt mit der Fußgängerzone am Rathaus durchquert. Zwischen Laer Mitte und Wattenscheider Str. verdichtet sie die 302, fährt aber weiter zur Endhaltestelle Höntrop Kirche. In Langendreer, Laer und auf dem westlichen Teilstück nach Höntrop finden sich mehrere Streckenabschnitte mit eigenem Bahnkörper. Ein barrierefreier Zugang ist aber nur sehr selten vorhanden, ohnehin kann die Linie 310 dies wegen des Einsatzes von Hochflurwagen nicht erfüllen. Seit dem 29. Januar 2006 ist in Bochum die Tunnelstrecke unter der Bochumer Innenstadt in Betrieb. Die Linien 302 und 310 fahren zwischen den Haltestellen Freigrafendamm und Jacob-Mayer-Straße/Jahrhunderthalle unterirdisch.
Die Verlegung über Langendreer-Mitte statt via Kaltehardt und damit die Einstellung eines der letzten Überlandstraßenbahnabschnitte im Netz der Bogestra wurde im Dezember 2019 realisiert. Seither fahren hier Niederflurwagen. Ein weiterer Abschnitt existiert auf gleicher Linie zwischen der Wittener Innenstadt und -Heven.

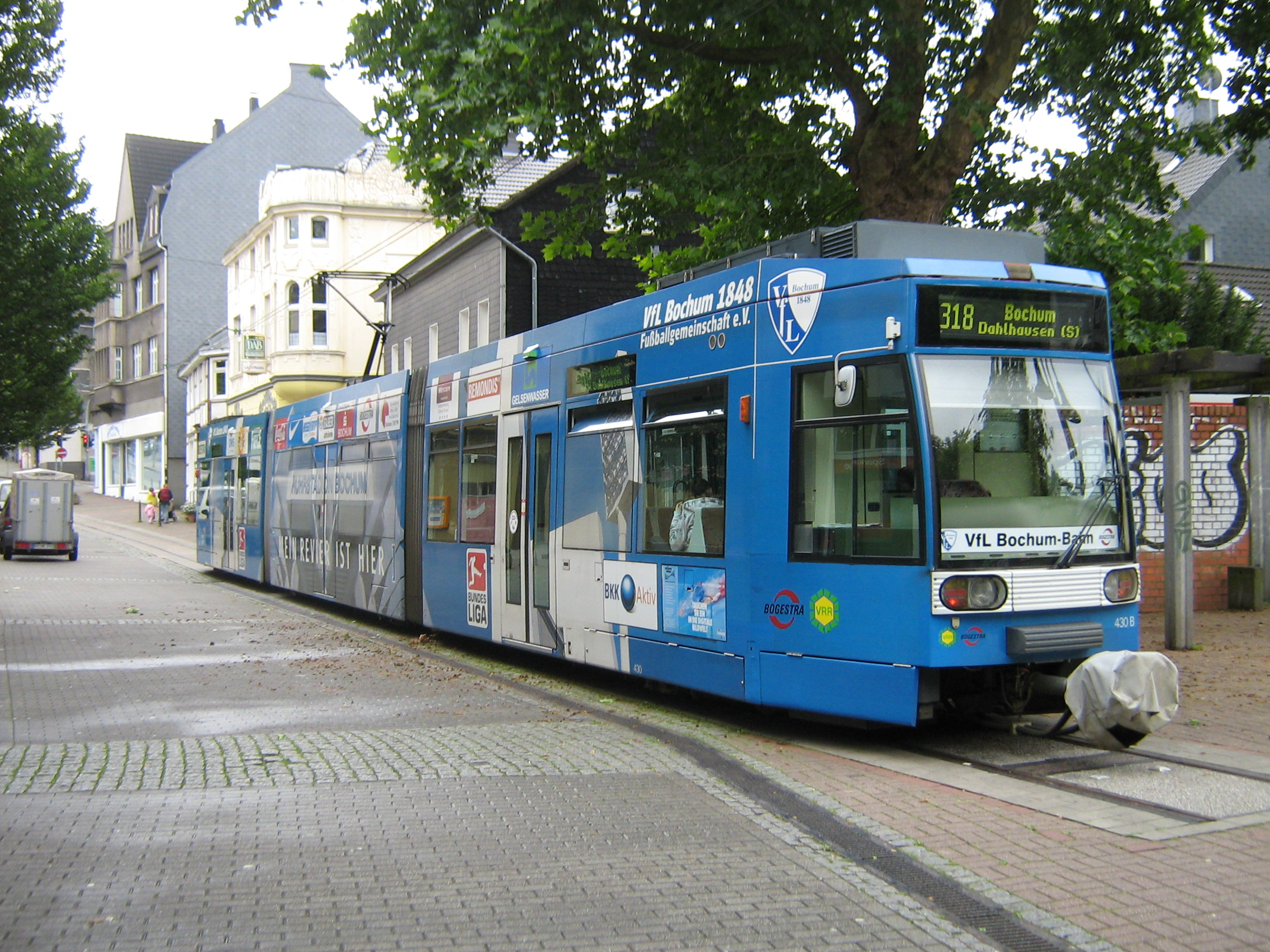
NF6D auf der Linie 318 in Dahlhausen

Die Linie 318 kommt von Bahnhof Bochum-Dahlhausen und verdichtet zwischen Linden Mitte und Bochum Hauptbahnhof den Fahrplan der Linie 308. In der Schwachverkehrszeit wird die 318 bis Gerthe Mitte verlängert, um dort einen 15-Minuten-Takt anbieten zu können. Im morgendlichen Schülerverkehr wird die 318 ebenfalls verlängert und endet dann in Hiltrop an der Haltestelle Nordbad.

### Seit 2020
Am 9. Januar 2023 wurde eine 820 Meter lange und weitgehend mit Rasengleis versehene Stichstrecke von Laer Mitte in den „Innovationspark MARK 51°7“, dem ehemaligen Opelwerk, eröffnet. Seitdem bedient die Linie 302 im 15-Minuten-Takt die Endstelle O-Werk.

## Liniennetz
Folgende Straßenbahnlinien verkehren seit dem 9. Januar 2023 auf dem Gebiet der Städte Bochum, Gelsenkirchen, Hattingen, Herne und Witten:
| Linie | Linienverlauf | Bemerkung |
| ----- | --- | --- |
| 107   | Gelsenkirchen Hbf – Feldmark – Essen-Katernberg – Zeche Zollverein – Essen Hbf (– Bredeney)                        | Fahrzeugeinsatz durch die Ruhrbahn, Bogestra nur samstagmorgens bis Trabrennbahn.                                           |
| 301   | Gelsenkirchen Hbf – Bismarck – Buer – Horst                                                                        | |
| 302   | Gelsenkirchen-Buer Rathaus – Gelsenkirchen Hbf – Wattenscheid – Bochum Hbf – Laer Mitte – O-Werk/– Langendreer (S) | Abschnitt Buer Rathaus bis Laer Mitte alle 7/8 Minuten, Laer Mitte bis O-Werk bzw. Langendreer (S) jeweils alle 15 Minuten. |
| 305   | Höntrop Kirche – Bochum Hbf – Laer Mitte – Langendreer (S)                                                         | Nur montags bis samstags tagsüber.                                                                                          |
| 306   | Wanne-Eickel Hbf – Bochum Hbf                                                                                      | Fährt auch als NachtExpress.                                                                                                |
| 308   | Gerthe Schürbankstraße – Bochum Hbf – Weitmar – Linden – Hattingen (Ruhr) Mitte                                    | |
| 309   | Langendreer (S) – Witten Papenholz – Witten Rathaus – Heven Dorf                                                   | Fährt nur montags bis samstags in der HVZ/NVZ.                                                                              |
| 310   | Höntrop Kirche – Bochum Hbf – Laer Mitte – Langendreer Markt – Witten Papenholz – Witten Rathaus – Heven Dorf      | |
| 316   | (Wanne-Eickel Hbf –) Bochum Hordeler Str. – Bochum Hbf (– Gerthe Heinrichstr.)                                     | Fährt nur zur HVZ. |
| 318   | (Gerthe Schürbankstraße –) Bochum Hbf – Weitmar – Linden – Dahlhausen Bf.                                          | Ab Gerthe nur abends, sonn- und feiertags und als Nachtexpress.                                                             |

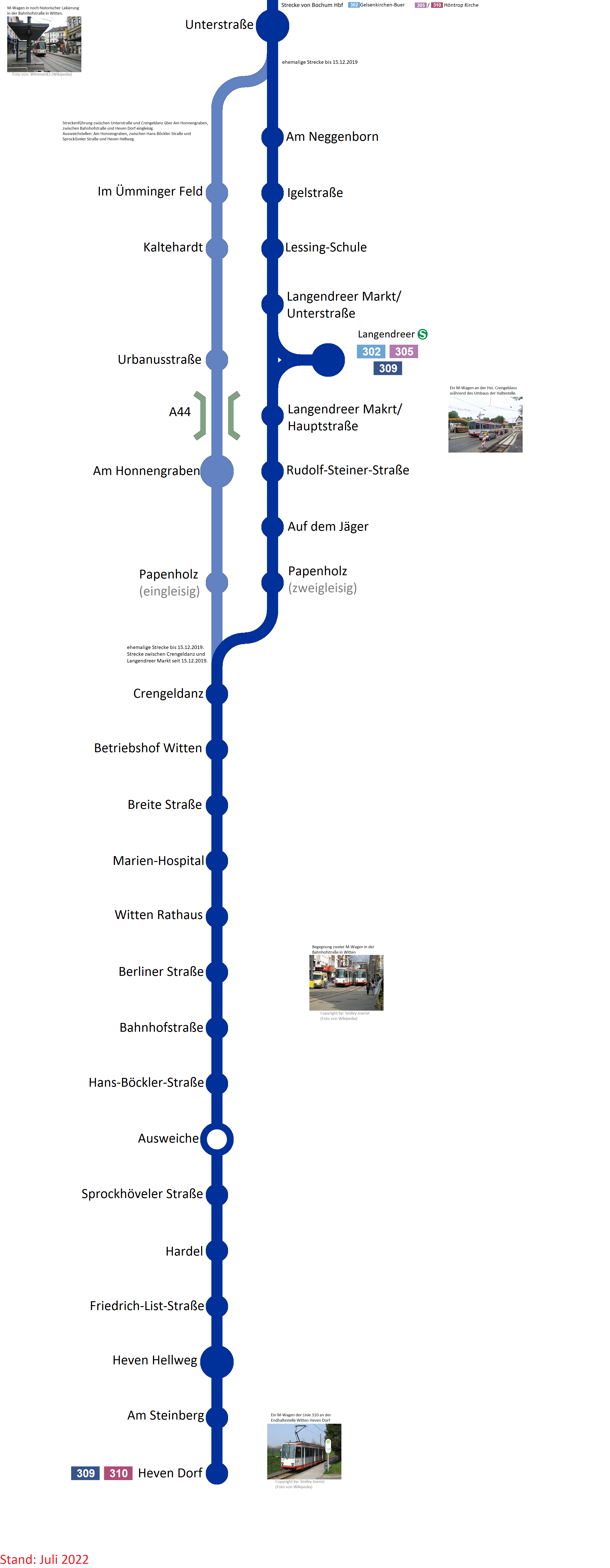
Streckenführung in Langendreer und Witten, die kleinen Fotos stammen von Wikipedia!

Seit dem Fahrplanwechsel 2019/2020 am 15. Dezember 2019 hat die Bogestra das Leistungsangebot um die Linien 305, 309 und 316 erweitert und die Taktung vieler Straßenbahnen erhöht, sodass im Bochumer und Gelsenkirchener Stadtgebiet zur Hauptverkehrszeit im Schnitt alle 7,5 Minuten eine Straßenbahn verkehrt. In der Praxis wird dieser 7½-Minuten-Rhythmus als Sieben-Acht-Minuten-Takt gefahren, um halbe Abfahrtsminuten zu vermeiden. Die Linie 305 verstärkt die Linie 310 zwischen Höntrop und Langendreer sowie die Linie 302 zwischen Wattenscheider Str. und Langendreer tagsüber im 30-Minuten-Takt. Linie 309 schafft seit November 2020 eine Direktverbindung zwischen dem S-Bahnhof Langendreer und Heven Dorf und verstärkt damit die Linie 310, wodurch zwischen Langendreer Markt und Heven Dorf ein 15-Minuten-Takt entsteht. Die hierfür neugebaute Straßenbahntrasse wurde am 1. November 2020 fertiggestellt, bis dahin gab es zwischen Bochum-Langendreer-S und Witten Papenholz einen Schienenersatzverkehr mit Bussen. Linie 316 verstärkt die Linie 306 (hauptsächlich nur auf Bochumer Stadtgebiet) und die Linien 308/318 auf dem Abschnitt vom Bochumer Hauptbahnhof nach Gerthe.
Außerdem werden die Liniennummern zur besseren Unterscheidung auf Haltestellenschildern und Wegweisern im Stadtbahnbereich farbig hinterlegt, um eine einfachere Orientierung zu ermöglichen.

## Fahrzeuge
| Typ          | Baujahr   | Fahrzeugnummern | Bemerkung |
| ------------ | --------- | --------------- | --- |
| M6S          | 1976–1977 | 301–333         | Hochfluriger DÜWAG-Stadtbahnwagen Typ M, 600/750 Volt Gleichstrom Betriebsspannung. Kein Einsatz im Linienverkehr, teilweise Ersatzteilspender. 310, 311 und 331 als Fahrschule im Einsatz. 332 als Historischer Wagen zur Aufarbeitung abgestellt. 312–314, 317, 318, 321, 325, 326 und 330 abgestellt. 322 2001 an Feuerwehr Wattenscheid als Übungsobjekt, 2011 verschrottet. 305–307 und 315 2011 an Mülheim an der Ruhr, bis 2016 dort verschrottet 301, 302, 316, 324, 327 und 328 2011 nach Lodz verkauft, seit 2020 dort kein Einsatz mehr. Die restlichen Fahrzeuge wurden verschrottet. |
| M6C          | 1981–1982 | 334–355         | Hochfluriger DÜWAG-Stadtbahnwagen Typ M, 600 Volt Gleichstrom Betriebsspannung. Bis 2014 bis auf den Schleifwagen 678 (ehemals 340) komplett ausgemustert, 334, 335, 338, 339, 341–344, 347, 349, 352, 354 und 355 2012-2014 nach Bursa verkauft. 345 2004 ans Variete et cetera abgegeben, 353 2011 an Feuerwehr Wattenscheid als Übungsobjekt. Die restlichen Fahrzeuge wurden verschrottet. |
| NF6D (MGT6D) | 1993–1994 | 401–442         | DÜWAG-Niederflurwagen (Niederfluranteil etwa 2/3); nach erheblichen Problemen mit EEF (siehe Duewag MGT6D#Bochum/Gelsenkirchen) 2016 bis 2020 ausgemustert und größtenteils an Straßenbahn Łódź verkauft |
| Variobahn    | 2008–2011 | 501–530         | 1. Lieferserie. Niederflurzug von Stadler Rail. |
| Variobahn    | 2013–2015 | 531–545         | 2. Lieferserie, bestellt 2010. |
| Variobahn    | 2016–2022 | 101–142         | 3. Lieferserie, bestellt August 2015. 42 Fahrzeuge + 8 Optionen. Neues Bestuhlungskonzept und robusterer Aufprallschutz. |

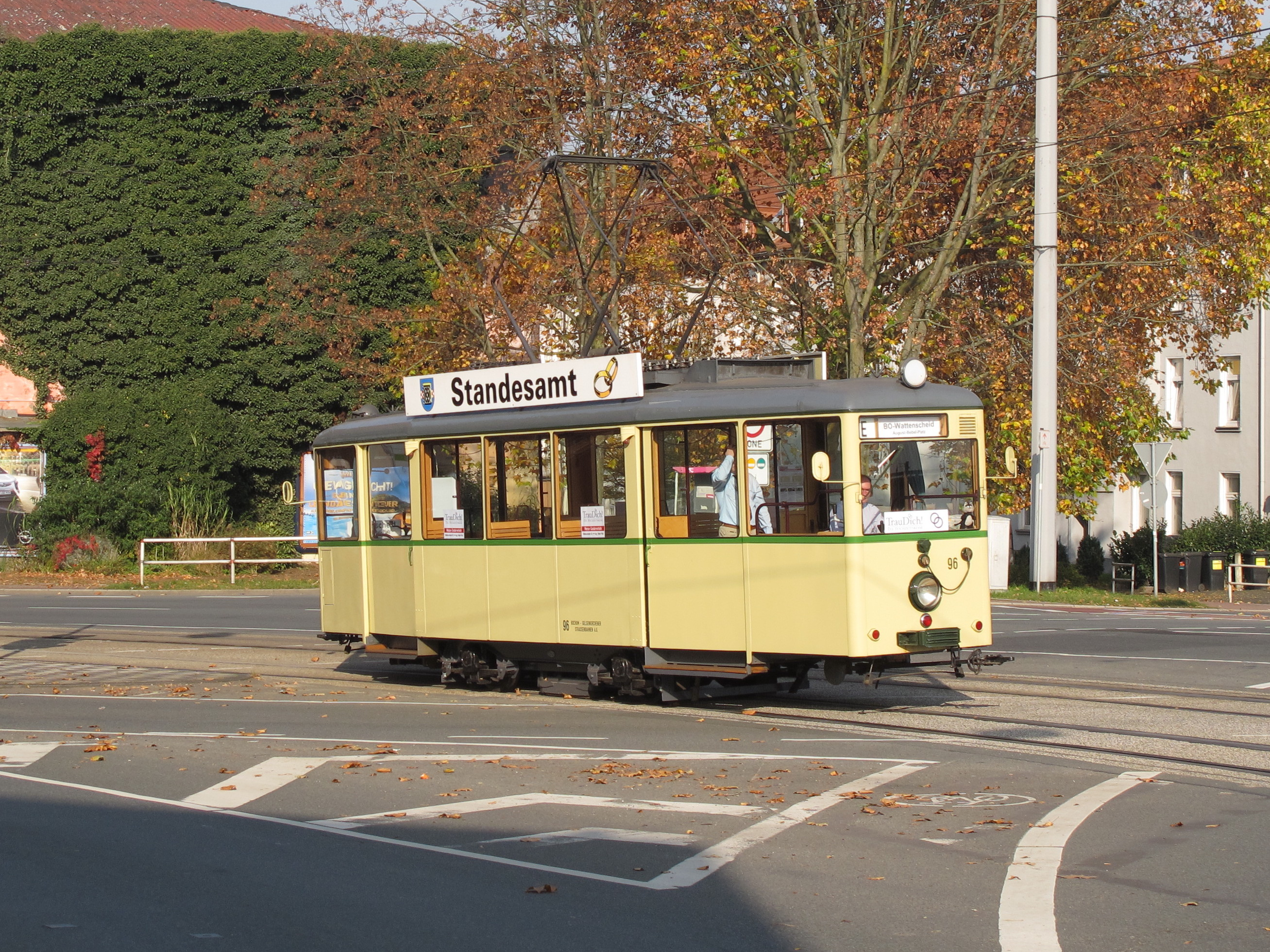
KSW Nr. 96 Wattenscheider Straße
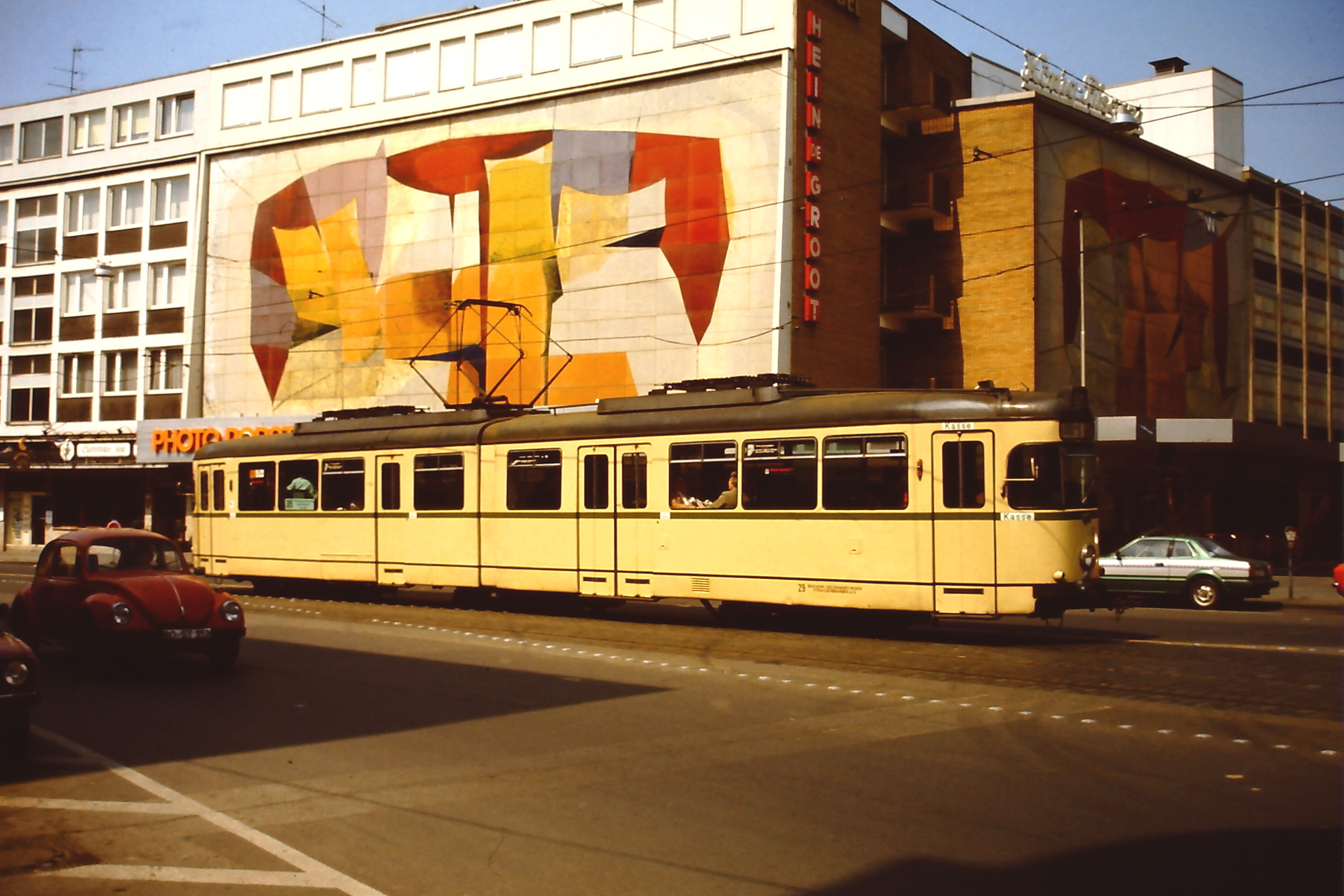
GT6 Nr. 29 Bongardstraße
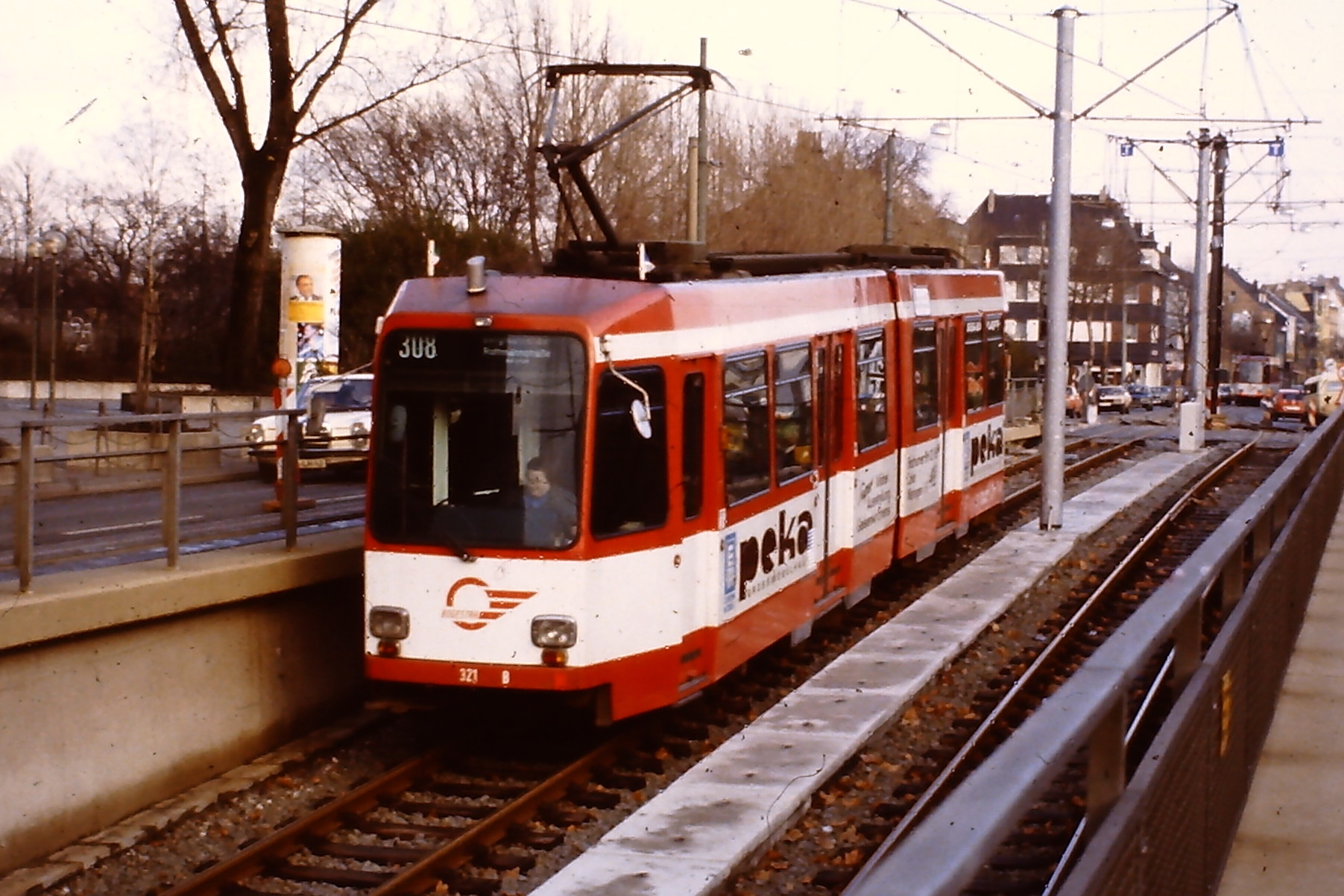
M6S Nr. 321 Tunnelrampe Ruhrstadion
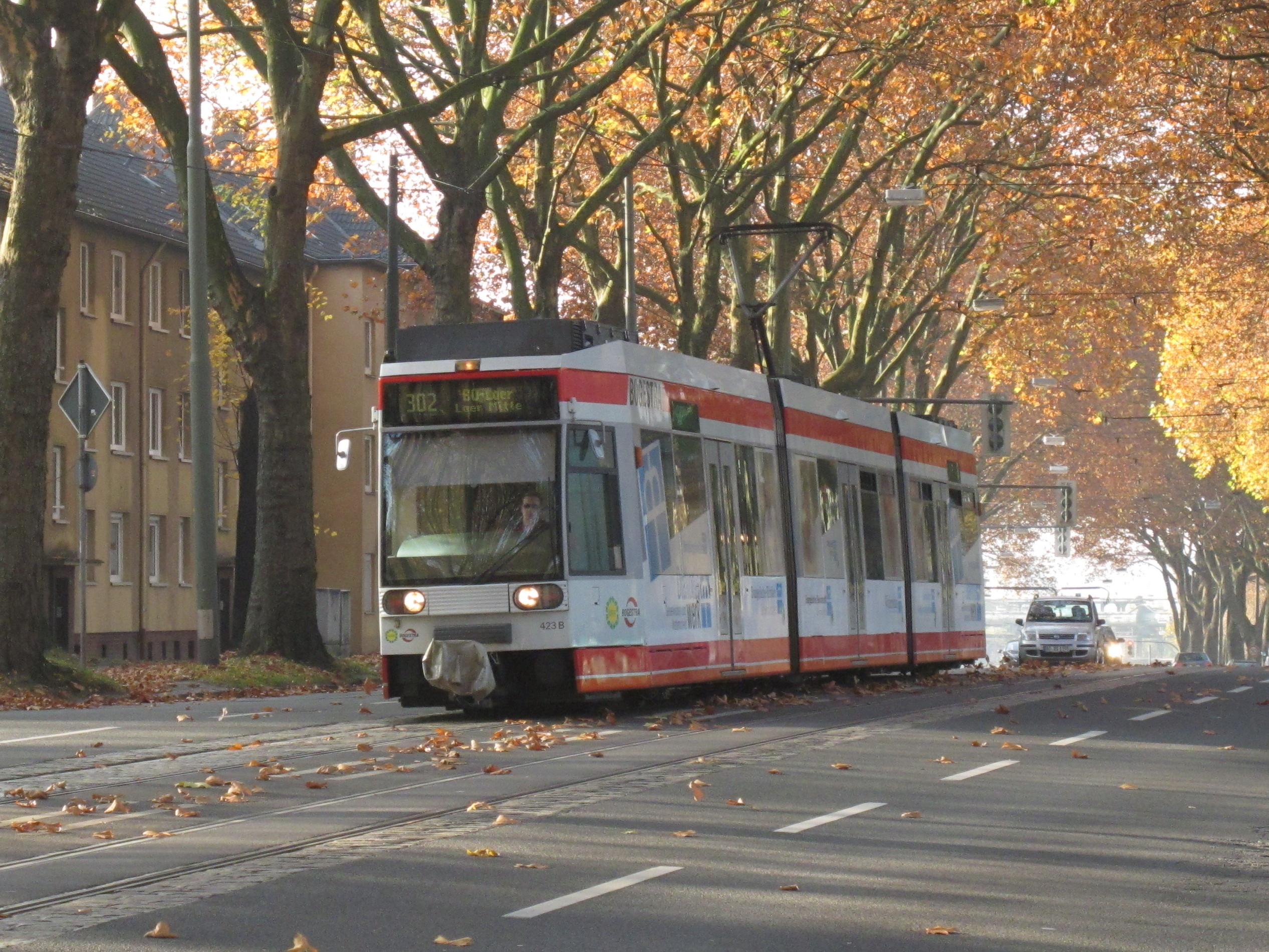
NF6D Nr. 423 Wattenscheider Straße
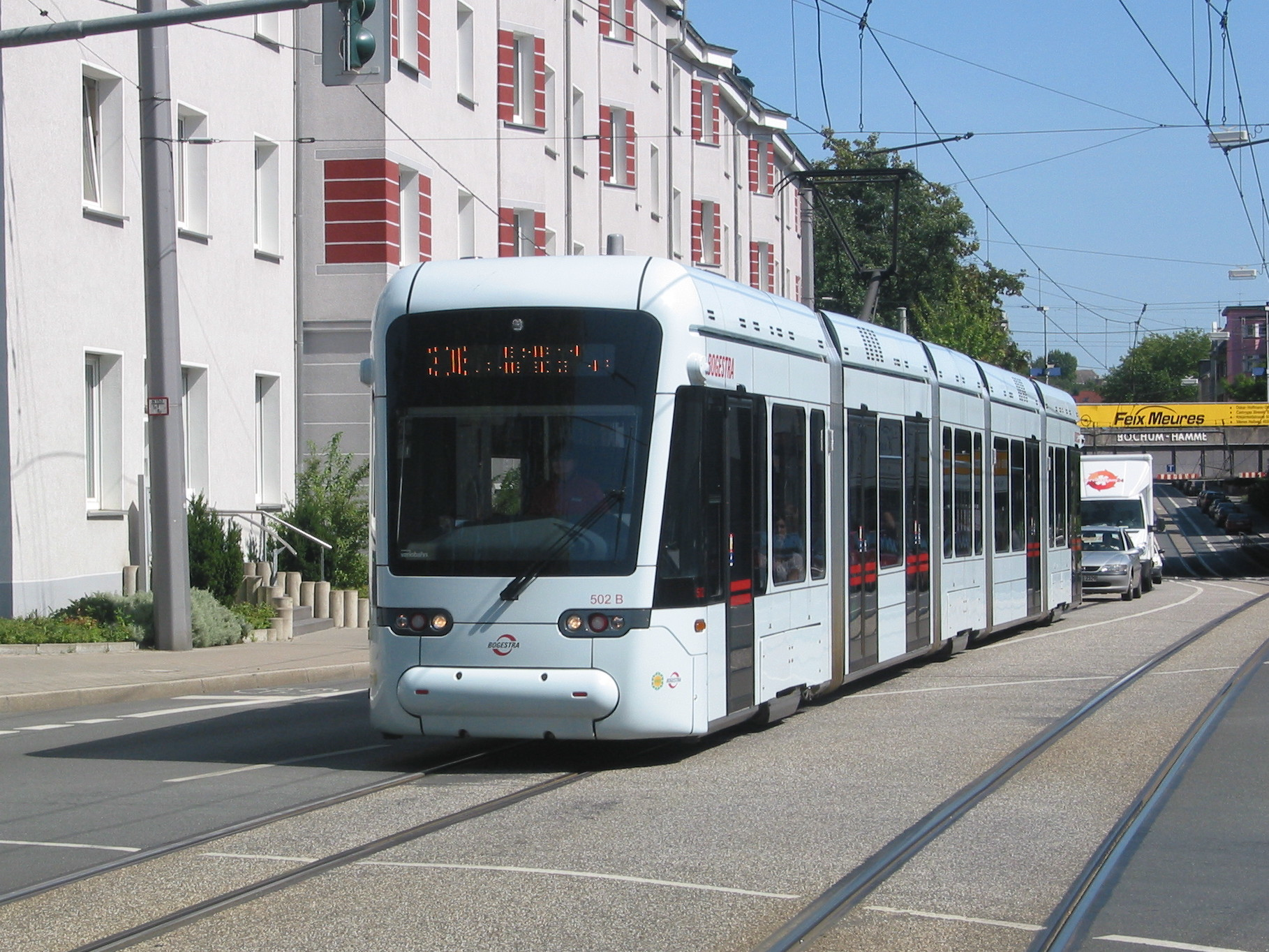
Variobahn Nr. 502 (1. Lieferserie) Dorstener Straße
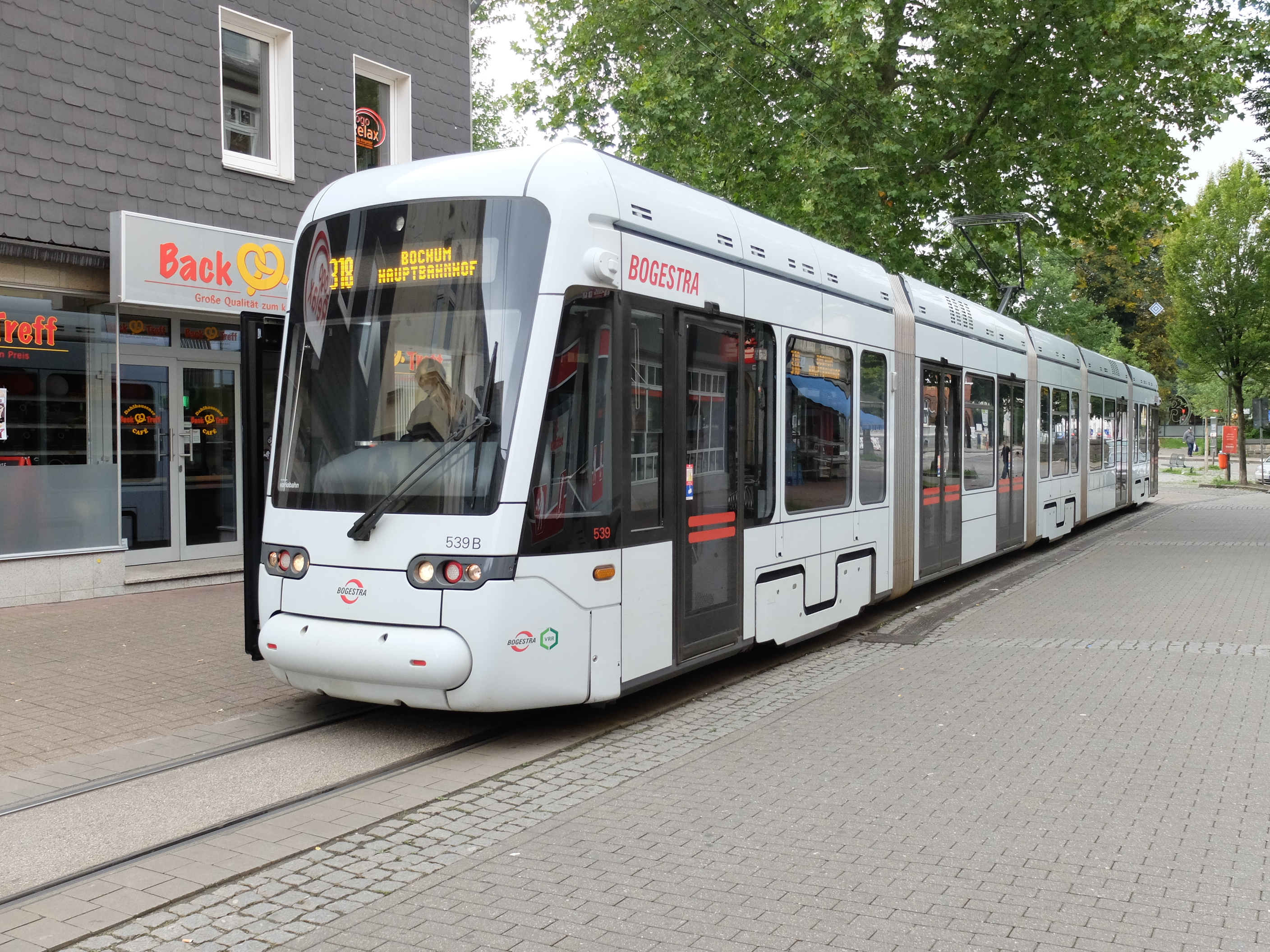
Variobahn Nr. 539 (2. Lieferserie) Dahlhausen Bahnhof
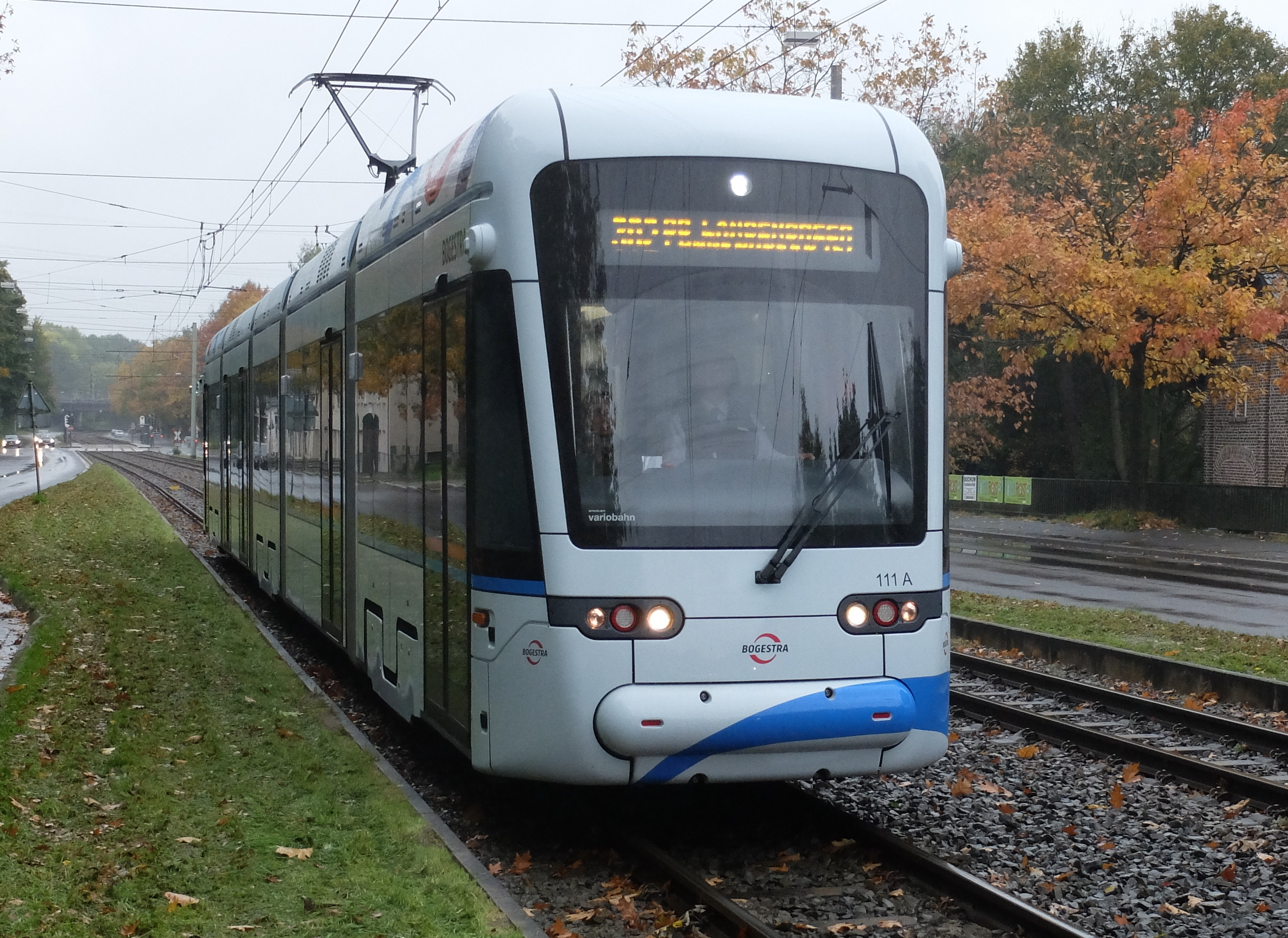
Variobahn Nr. 111 (3. Lieferserie) Wittener Straße

## Betriebshöfe

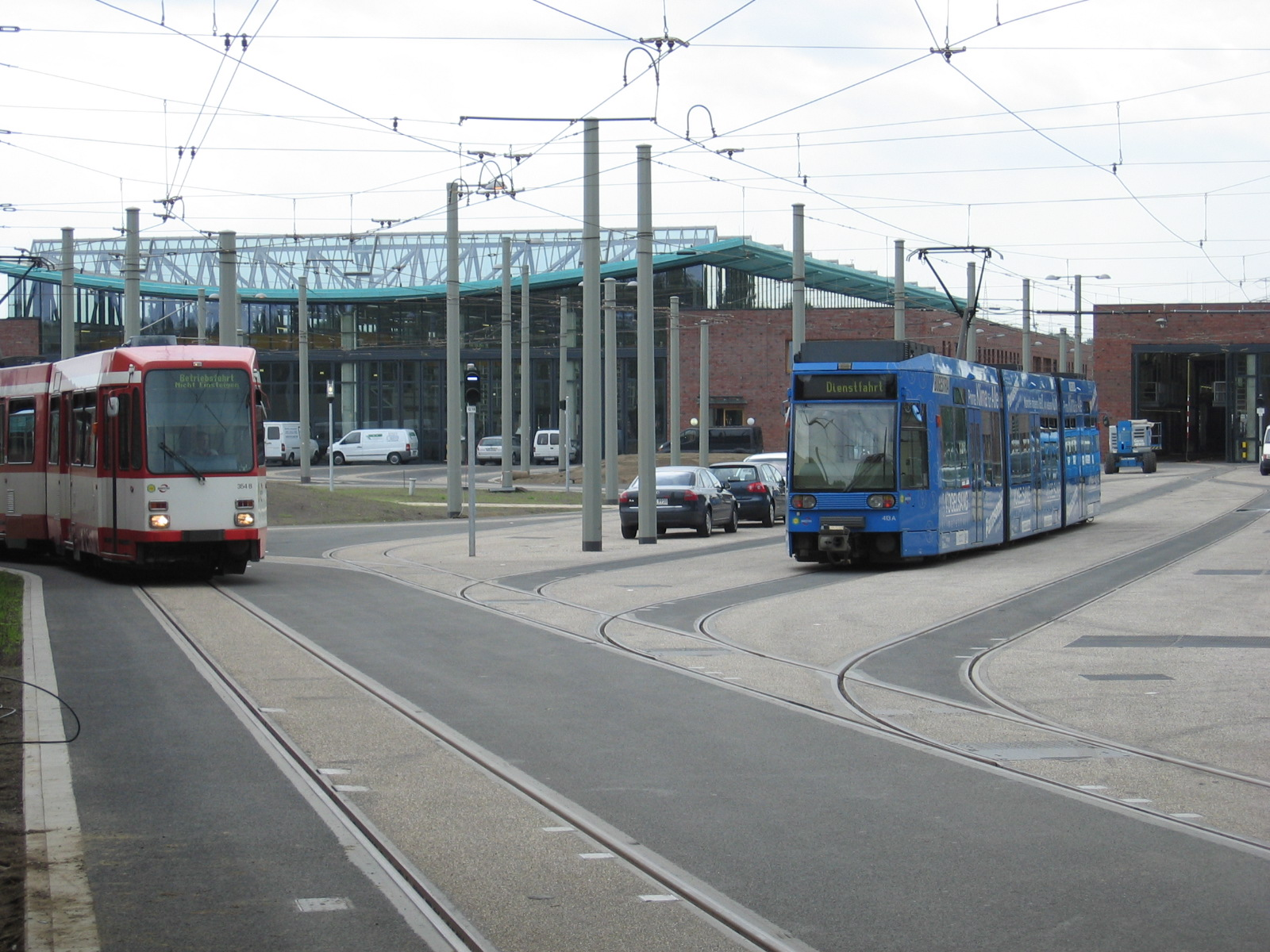
Betriebshof Engelsburg

### Betriebshof Engelsburg (Bochum)

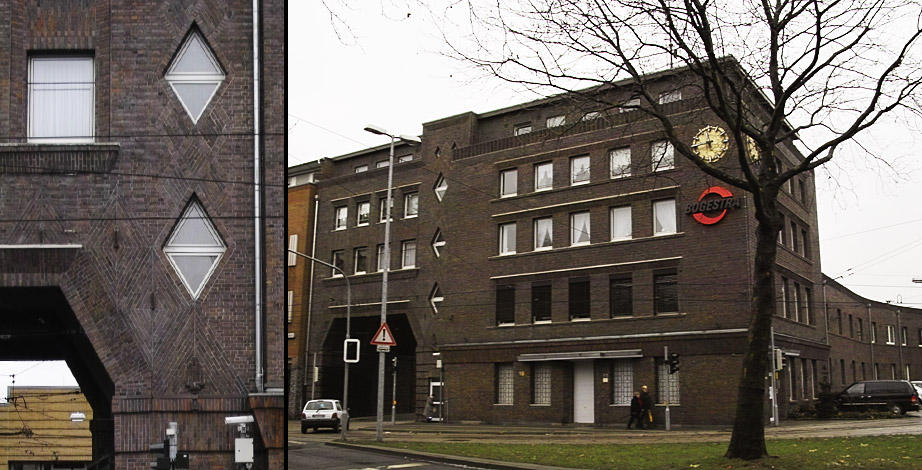
Betriebshof in Gelsenkirchen von Josef Franke

Auf dem Gelände der ehemaligen Zeche Engelsburg, westlich der Bochumer Innenstadt, wurde an der Essener Straße am 1. August 2005 nach rund dreijähriger Bauzeit der Betriebshof Engelsburg eröffnet. Auf dem 102 000 m² großen Gelände befinden sich eine 40 × 220 m große Abstellhalle für 55 Niederflurstraßenbahnen, die Zentralwerkstatt, der Bauhof und die Energiezentrale für die meterspurigen Straßenbahnen. So wurden der ehemalige Bauhof in Hamme, die Hauptwerkstatt in Gerthe und die Wagenhalle an der Universitätsstraße zu einem Standort zusammengelegt. Insgesamt kostete der Bau der Anlage 69 Millionen Euro, von denen 90 % von Bund und Land übernommen wurden. Diese Summe beinhaltete auch eine rund 86 000 m² große ökologische Ausgleichsfläche und ein umfassendes Konzept zur Regenwassernutzung und Rückgewinnung von Waschwasser. So werden rund 85 % des verbrauchten Wassers auf dem Gelände gereinigt und wiederverwendet. Ein zuvor unbekannter Stollen wurde in seiner jetzigen Form beibehalten, da er sich im Laufe der Zeit, in der das ehemalige Zechengelände zwischen Donezk-Ring, Engelsburger Straße, Essener Straße und Goldhammer Bach brach lag, zu einem Refugium für Fledermäuse entwickelt hat. Am 18. September 2005 fand die offizielle Eröffnung mit einem Tag der offenen Tür statt, den rund 80 000 Besucher nutzten, um sich den neuen Betriebshof anzusehen.

### Betriebshof Gelsenkirchen
Der Straßenbahnbetriebshof und die Betriebswerkstatt für das Teilnetz in Gelsenkirchen liegen innenstadtnah an der Hauptstraße 55.
Der Betriebshof Gelsenkirchen wurde nach dreijähriger Umbauzeit am 18. Mai 2003 offiziell wiedereröffnet. Teile der historischen Fassade des unter Josef Franke entstandenen Gebäudes blieben erhalten; die neu erbaute Wagenhalle bietet Platz für 35 Niederflurbahnen.

## Zukünftige Entwicklung

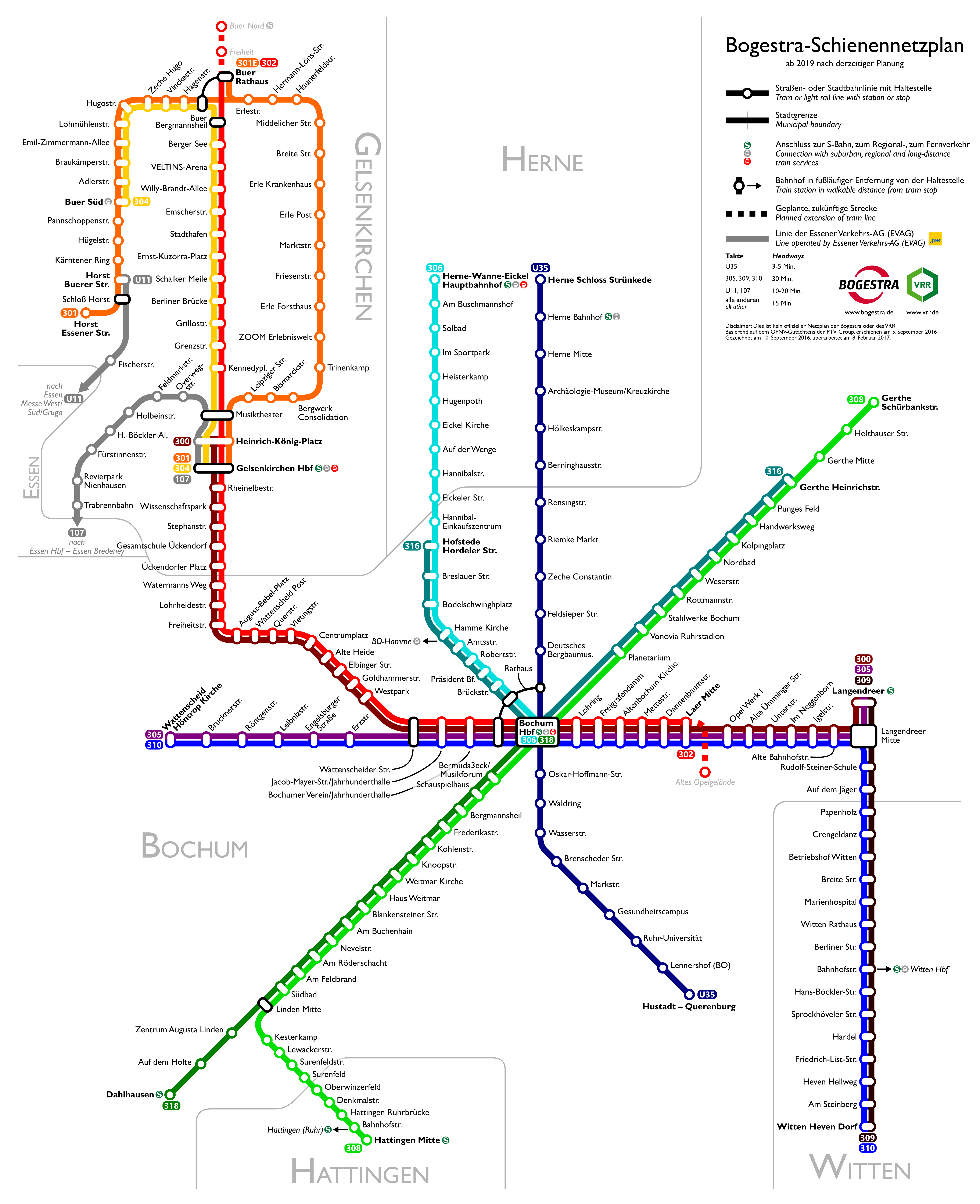
Ursprünglich geplantes „Netz 2o2o“ (2020)

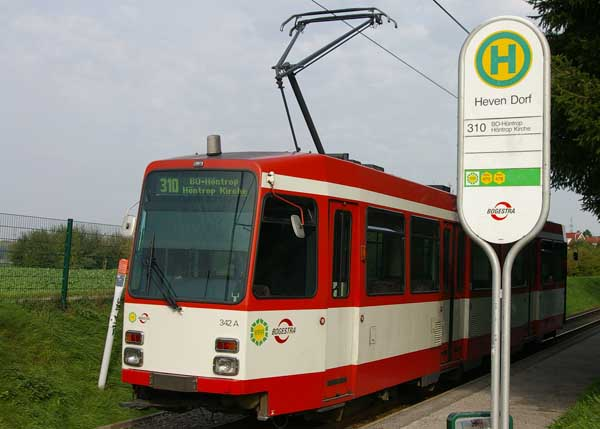
Endhaltestelle der Linie 310 in Heven

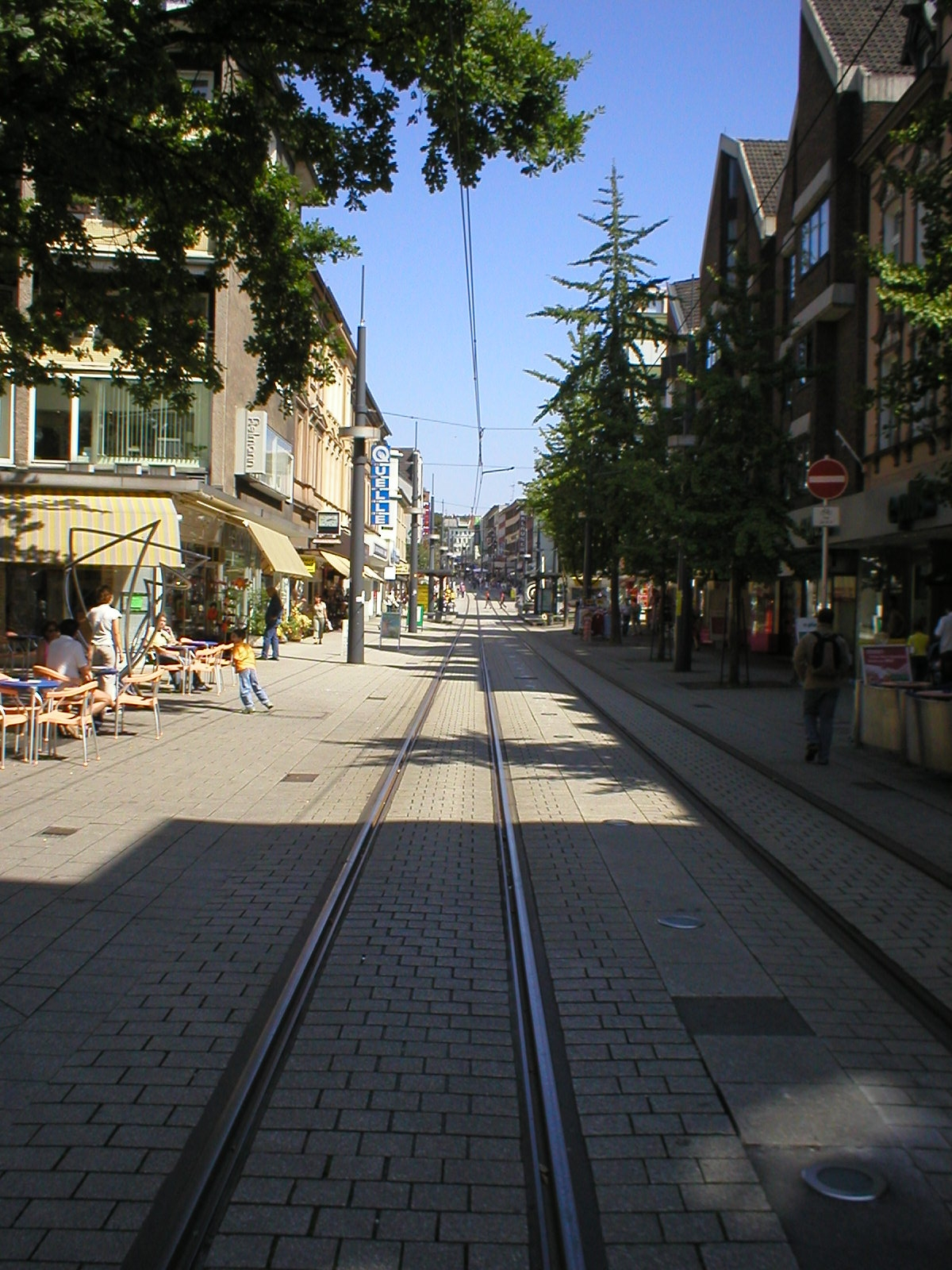
Bahnhofstraße in Witten mit Gleisen der Linie 310

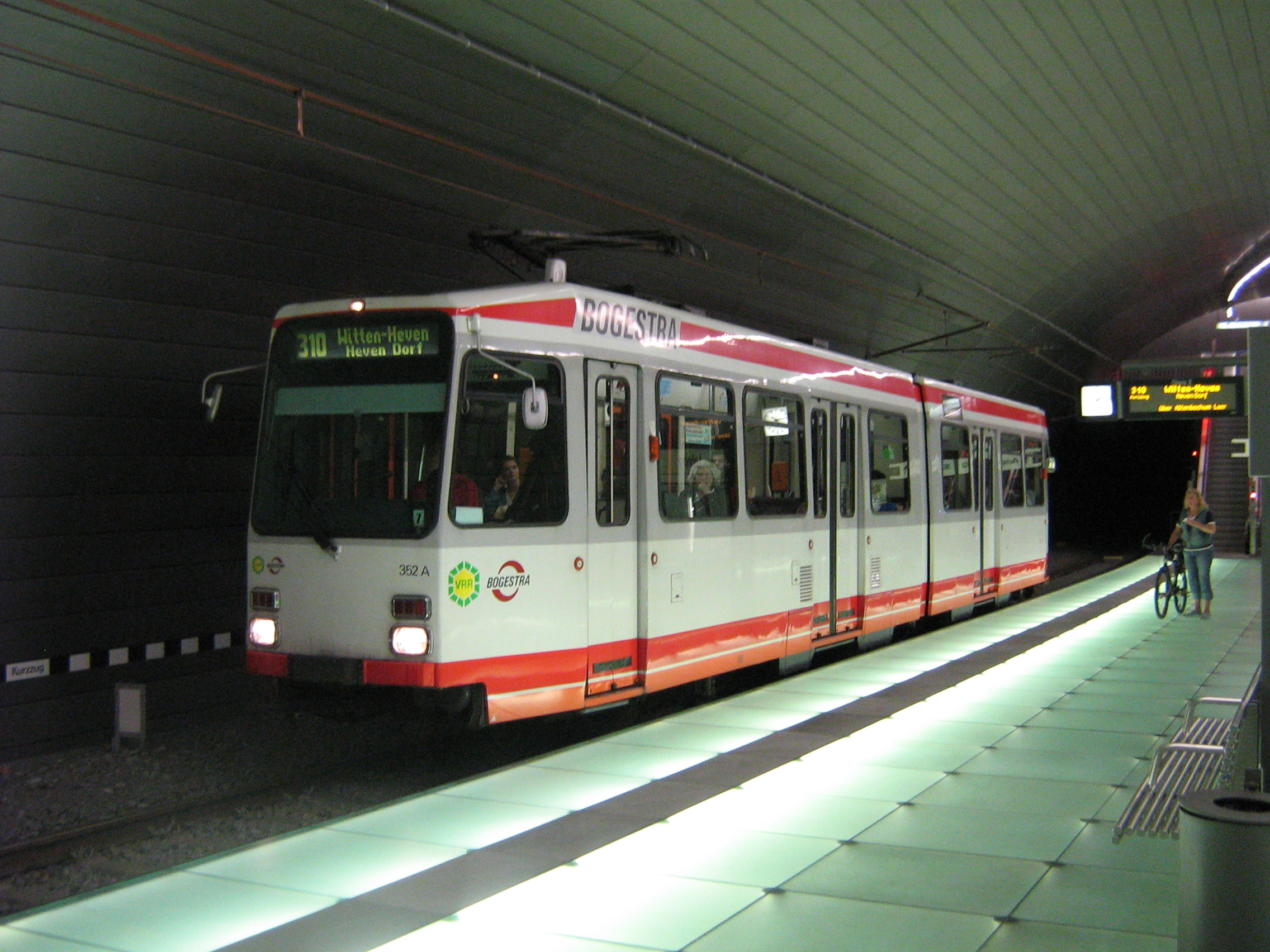
Triebwagen des Typs M6 im Bahnhof Lohring

### 308/318
Für die Linien 308/318 sind zwei Verlängerungen im Gespräch, zum einen in Gerthe um ca. 920 m bis Cöppencastrop, zum anderen in Dahlhausen entlang eines Neubaugebietes um einige hundert Meter bis zur Straße Am Ruhrort oder zum Haupteingang des Eisenbahnmuseums. Auch die beiden eingleisigen Abschnitte auf der 308/318 zwischen Gerthe Mitte und der derzeitigen Endhaltestelle Schürbankstraße sowie zwischen Linden Mitte und Dahlhausen Bf. sollen langfristig zweigleisig ausgebaut werden. Eine erste Teilstrecke zwischen den Haltestellen Linden Mitte und Zentrum Augusta Linden wurde am 1. September 2008 nach über einjähriger Bauzeit wieder dem Verkehr übergeben.

### 306
Weiterhin hatten die Bochumer Ratsfraktionen von SPD und Bündnis 90/Die Grünen in ihrem Koalitionsvertrag 2004 den Weiterbau der Linie 306 bis nach Harpen vereinbart. Eine Bewertung des Landes Nordrhein-Westfalen im IGVP liegt zu diesem Projekt bislang allerdings nicht vor. Dagegen sind die Maßnahmen zur Modernisierung und Beschleunigung der Linie 306 auf Bochumer und Herner Stadtgebiet abgeschlossen. Auch der ehemals eingleisige Abschnitt der Strecke an der Riemker Straße ist zweigleisig ausgebaut worden.

### 302
Für Gelsenkirchen stand die Verlängerung der Linie 302 von Buer Rathaus bis zur S-Bahn-Station Gelsenkirchen-Buer Nord im ÖPNV-Bedarfsplan 1998 des Landes Nordrhein-Westfalen. Ein entsprechender Ratsbeschluss der Stadt Gelsenkirchen wurde im Jahr 2002 wieder aufgehoben, so dass eine Umsetzung nicht mehr zu erwarten ist.

### 301
Dagegen wird der niederflurgerechte Ausbau der Linie 301 auf der Horster Straße mit Beseitigung der Eingleisigkeit des Bahnübergangs Buer Süd Bahnhof weiter verfolgt. Zudem wird eine „Ringschluss“ genannte Verlängerung von Horst über die vierspurige Grothusstraße zum Musiktheater angedacht.

### 310
In der integrierten Verkehrsplanung des Landes ist eine Wiedererrichtung der alten Trasse als Verlängerung der Linie 310 von Heven nach Herbede bewertet worden. Es gab allerdings auch gegenteilige Überlegungen, den Abschnitt zwischen Witten Bahnhofstraße und Heven Dorf stillzulegen. Inzwischen haben sich die Stadt Witten und der Ennepe-Ruhr-Kreis als Aufgabenträger für eine Sanierung entschieden.

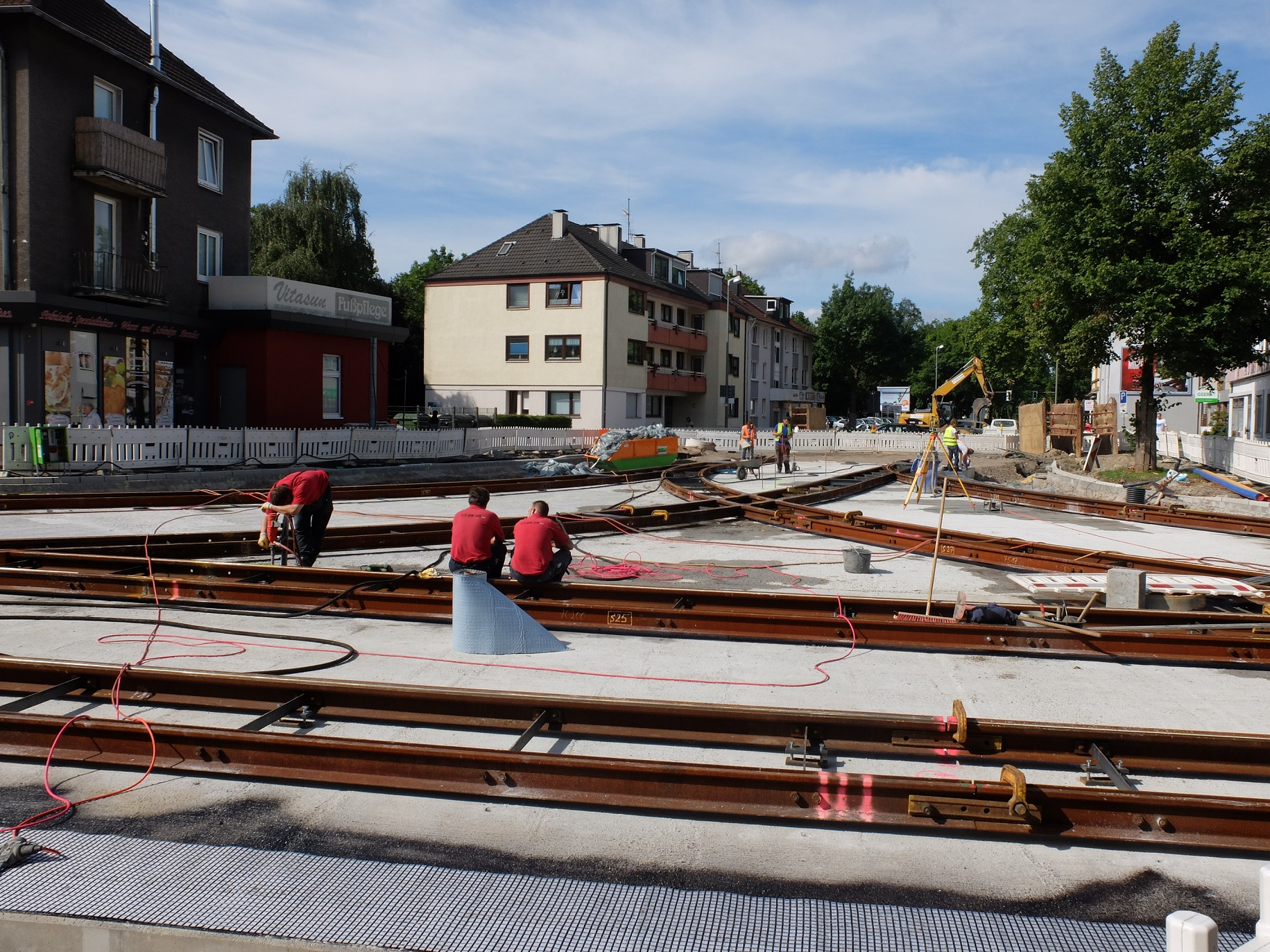
Langendreer Markt Abzweig

Zwischen Herbst 2012 und 2020 wurde eine neue Trasse von Crengeldanz über Langendreer nach Laer mit einem Abzweig zum S-Bahnhof Langendreer gebaut, die von den Linien 305, 309, 310 und zum Teil von der Linie 302 bedient wird. Dabei wurde auch der Abschnitt entlang der Bochumer Straße in Witten zweigleisig ausgebaut. Geplant ist außerdem ein zweigleisiger Ausbau des kurzen Abschnitts auf der Herbeder Straße. Die zuvor genutzte Strecke entlang der Universitätsstraße und der Baroper Straße wurde stillgelegt.

### Zusammenfassung
Die Pläne eines normalspurigen Stadtbahnnetzes aus den 1970er Jahren werden aus Kostengründen sehr wahrscheinlich nicht mehr umgesetzt werden. Die U 35 wird damit die einzige normalspurige Linie bleiben. Die Meterspurlinien an der Oberfläche werden ausgebaut und sollen soweit möglich durch Bahnsteige einen niveaugleichen Einstieg in die Niederflurstraßenbahnen bieten.